# Präsidentschaftswahl in den Vereinigten Staaten 2020
Die Präsidentschaftswahl in den Vereinigten Staaten 2020 am 3. November (Volkswahl der Delegierten zum Electoral College) und 14. Dezember 2020 (eigentliche Wahl) war die 59. Wahl zum Präsidenten und Vizepräsidenten der Vereinigten Staaten. Sie war Teil der Wahlen in den Vereinigten Staaten 2020, bei denen unter anderem auch das Repräsentantenhaus und etwa ein Drittel des Senats (33 von 100 Sitzen regulär sowie eine Sonderwahl in Arizona und eine in Georgia) gewählt wurden. Am 5. Januar 2021 fanden in Georgia sowohl für die reguläre Senatswahl als auch für die Sonderwahl zwei Stichwahlen statt, die über die Kontrolle im Senat entschieden.
Es war die erste Präsidentschaftswahl, in der die Bewerber der beiden großen Parteien älter als 70 Jahre waren: Auf Seiten der Republikaner meldete der amtierende 45. Präsident Donald Trump (zum Zeitpunkt der Wahl 2020 74 Jahre) bereits am Tag seiner Amtseinführung im Jahr 2017 die Kandidatur für 2020 an. Die wenigen Konkurrenten in den Vorwahlen fanden keine nennenswerte Unterstützung, sodass Trump am 17. März 2020 eine Mehrheit der Parteitagsdelegierten erreichte und daraufhin im August 2020 als Kandidat der Republikaner bestätigt wurde. Er trat erneut mit seinem Vizepräsidenten Mike Pence an.
Bei den Demokraten gab es ein großes Bewerberfeld. Weit mehr als zwanzig bedeutende Politiker kandidierten. Das Bewerberfeld konzentrierte sich nach den ersten Vorwahlen auf den Senator Bernie Sanders und den ehemaligen Vizepräsidenten Joe Biden. Seit Sanders im April 2020 aufgab, war der zum Zeitpunkt der Wahl 77-jährige Biden der designierte Kandidat der Demokraten, ehe er auf dem Parteitag der Demokraten im August 2020 (Democratic National Convention 2020) offiziell zum Präsidentschaftskandidaten der Demokraten ernannt wurde. Für das Vizepräsidentenamt wählte er die Politikerin und Juristin Kamala Harris.
Über 100 Millionen Wahlberechtigte nahmen bis einschließlich des 2. November 2020 ihr Recht auf das sogenannte „Early Voting“, also der persönlichen oder postalischen Stimmabgabe vor dem eigentlichen Wahltermin, wahr.
Ab März 2020 wurde der Wahlkampf durch die COVID-19-Pandemie inhaltlich wie auch organisatorisch stark beeinflusst. So hielten die Demokraten ihren Parteitag im August 2020 erstmals online ab. Inmitten des Wahlkampfes im September 2020 starb mit Ruth Bader Ginsburg ein liberales Mitglied des Obersten Gerichtshofs der USA, was zu einer Diskussion im Wahlkampf führte, ob der vakante Posten noch vor der Wahl wieder besetzt werden sollte. Am 26. Oktober, eine Woche vor der Wahl, wurde die konservative Richterin Amy Coney Barrett vom US-Senat mit 52 zu 48 Stimmen bestätigt und als Nachfolgerin von Ginsburg im Supreme Court vereidigt.
Ein eindeutiges Ergebnis stand am Wahltag noch nicht fest, da sich die Auszählung der Stimmen, auch aufgrund der großen Beteiligung per Briefwahl, in einigen Staaten mehrere Tage hinzog. Erst am 7. November 2020 erklärten US-Medien auf der Basis vorläufiger Daten übereinstimmend, dass Biden die Wahl gewonnen habe. Trump verkündete (als erster Amtsinhaber in der Geschichte der USA), dieses Ergebnis nicht anzuerkennen, und kündigte rechtliche Schritte an. Er behauptete wiederholt, die Wahl sei manipuliert worden, um ihm die Präsidentschaft zu „stehlen“, konnte für diesen Vorwurf jedoch zu keinem Zeitpunkt konkrete Beweise liefern. Sowohl offizielle amerikanische Stellen als auch unabhängige internationale Beobachter konnten keine Hinweise auf Wahlbetrug feststellen. Trumps Klagen wurden weitgehend abgewiesen. Im US-Bundesstaat Georgia bestätigte indes eine veranlasste Neuauszählung der Stimmen den Wahlausgang der Erstauszählung mit Joe Biden als Sieger.
Mit drei Wochen Verzögerung ließ Trump am 24. November den Präsidentschaftsübergang über die General Services Administration einleiten. Trump gestand die Wahlniederlage jedoch nicht ein, sondern behauptete auch noch Anfang Dezember weiterhin ohne Belege, er habe die Wahl gewonnen und „korrupte Kräfte“ hätten sie ihm gestohlen. Gleichzeitig erkannten mit Stand 5. Dezember nur 27 von insgesamt 249 republikanischen Kongressabgeordneten Bidens Wahlsieg an, obwohl dieser eine deutliche Mehrheit an Wahlmännern erreicht sowie mehr als sieben Millionen Stimmen mehr als Trump erhalten hatte. Als erster Kandidat in der Geschichte der USA übertraf Biden dabei die Marke von 80 Millionen Wählerstimmen. Trump erhielt unterdessen mit mehr als 74 Millionen Wählerstimmen die zweithöchste Stimmenanzahl bei einer US-Präsidentschaftswahl und folglich die meisten Stimmen eines unterlegenen Kandidaten bei einer US-Präsidentschaftswahl. Vizepräsident Mike Pence gab das amtliche Endresultat am 7. Januar 2021 in einer gemeinsamen Sitzung beider Kongresskammern bekannt. Zuvor hatte der Kongress seine Beratungen für mehrere Stunden unterbrechen müssen, weil aufgebrachte Anhänger Trumps am 6. Januar 2021 gewaltsam in das Kapitol eingedrungen waren. Auf die Bestätigung von Bidens Wahlsieg erfolgte dessen Amtseinführung am 20. Januar 2021.
Die Wahlbeteiligung lag bei 66,3 % – etwa 158,54 Millionen der 239,25 Millionen Wahlberechtigten gaben ihre Stimme ab. Im Vergleich zu 2016 stieg sie um 7,1 Prozentpunkte und erreichte den höchsten Prozentualwert seit der US-Präsidentschaftswahl 1900.

## Termin, Wahlverfahren und Wahlleuteverteilung
Gemäß dem Presidential Election Day Act vom 23. Januar 1845 ist der Wahltag der Dienstag nach dem ersten Montag im November, im Jahr 2020 also der 3. November. Gewählt werden die Wahlleute des Wahlkollegiums (Electoral College), das 41 Tage nach der Wahl, also im Dezember 2020, den Präsidenten und Vizepräsidenten bestimmt. Grundsätzlich hat jeder Bundesstaat das Recht, zu entscheiden, wie er seine Wahlleute vergibt. In 48 der 50 Staaten erhält derjenige, der die relative Mehrheit der Stimmen erhält, sämtliche Wahlleute des Bundesstaats zuerkannt (Mehrheitswahl). Die Bundesstaaten Maine und Nebraska haben dabei die Besonderheit, dass drei (Nebraska) bzw. zwei (Maine) Wahlleute jeweils nach den Mehrheiten in den Kongresswahlbezirken und nicht nach den Mehrheiten im gesamten Bundesstaat bestimmt werden; zuletzt hatte auf diese Weise Barack Obama bei der Wahl 2008 einen von fünf Wahlleuten Nebraskas und Donald Trump 2016 einen von vier Wahlleuten Maines gewinnen können. Maine benutzte zur Ermittlung der Wahlleute zum ersten Mal und als erster Staat bei einer Präsidentschaftswahl das Instant-Runoff-Voting.
Jeder Bundesstaat bestimmt so viele Wahlleute, wie er Vertreter in beide Häuser des Kongresses entsendet. Da sich die Anzahl der Abgeordneten im Repräsentantenhaus nach der Bevölkerungszahl richtet, im Fall der Wahl 2020 letztmals nach dem Zensus 2010, jeder Staat aber zwei Senatoren hat, sind die bevölkerungsärmeren Staaten überrepräsentiert: Kalifornien hat etwa 66 mal so viele Einwohner wie Wyoming, entsendet aber nur 55 Wahlleute, Wyoming drei. Die Hauptstadt Washington, die als District of Columbia im Kongress nicht vertreten ist, stellt nach dem 23. Zusatzartikel der Verfassung so viele Wahlmänner, wie der kleinste Bundesstaat hat, zurzeit drei. Insgesamt bestand das Electoral College aus 538 Wahlleuten, die absolute Mehrheit lag also bei 270 Stimmen.
Gleichzeitig fanden auf Bundesebene die Wahlen zum Repräsentantenhaus (alle 435 + 6 Mitglieder) und zum Senat (33 der 100 Mitglieder, Klasse II und zwei Nachwahlen) sowie auf der Ebene der Bundesstaaten unter anderem zu verschiedenen Gouverneursämtern und Bundesstaatslegislativen statt.

## Rahmenbedingungen

### Vorgeschichte und Ausgangslage
Donald Trump hatte die Präsidentschaftswahl im November 2016 mit seinem Running Mate Mike Pence gegen die Kandidatin der Demokraten, Hillary Clinton (mit ihrem Running Mate Tim Kaine), gewonnen, indem es ihm gelang, einige bisherige blaue Staaten zu erobern, also US-Bundesstaaten, die in den letzten Wahlen meist mehrheitlich die Demokraten unterstützt hatten, darunter Florida und North Carolina und Staaten des industriellen Kernlands (Rust Belt) wie Ohio, Pennsylvania, Wisconsin und Michigan. Dabei gelang es ihm, viele der eher ländlichen, gering qualifizierten Wähler mit unterdurchschnittlichem Einkommen für sich zu gewinnen, die bisher Demokraten gewählt hatten. Ob man diese Wähler als Modernisierungsverlierer bezeichnen kann, ist umstritten. Trump erhielt zwar fast 2,9 Millionen weniger Stimmen als Clinton, aber eine deutliche Mehrheit von 304 zu 227 Wahlmännern im entscheidenden Wahlmännerkollegium.
Trumps Wahlkampf war von Themen wie Immigration geprägt; mit provokanten, häufig als rassistisch und sexistisch aufgefassten Äußerungen und einer einfachen Sprache hatte er sich populistisch als Kandidat inszeniert, der gegen das Establishment kämpft. Große Teile der Medien und der Zivilgesellschaft hatten sich teilweise offen gegen ihn ausgesprochen oder protestiert, aber auch Teile seiner eigenen Partei hatten ihm die Unterstützung verweigert. Es war in diesem besonders kontrovers geführten Wahlkampf in einem bisher unbekannten Ausmaß zu Gewalt gekommen; als treueste Unterstützer Trumps galten Personen der rechten Gegenöffentlichkeit der Alt-Right.
Trump, dessen persönliche Beliebtheit bereits im Wahlkampf stets gering gewesen war, verlor während seiner Amtszeit fast kontinuierlich an Zustimmung und war nach dem ersten halben Jahr der unbeliebteste US-Präsident der Geschichte. Wegen möglicher Absprachen mit russischen Stellen im Wahlkampf zum Schaden Hillary Clintons führte Sonderermittler Robert Mueller Untersuchungen gegen Trump.  Zudem gab es mehrere Klagen gegen Trump wegen der unzureichenden Trennung von seinen unternehmerischen Interessen. Sein Weißes Haus galt im ersten halben Jahr als chaotisch und ineffizient; im Wahlkampf angekündigte Gesetzgebungsprojekte scheiterten an der Uneinigkeit der Republikaner. Sowohl Mitarbeiter der Exekutive als auch Repräsentanten und Senatoren der Legislative haben Trumps Kompetenzen und Autorität beschnitten, sodass im August 2017 seiner Präsidentschaft weithin große Schwierigkeiten attestiert wurden.
Im September 2019 wurden Vorwürfe laut, Trump habe seinen ukrainischen Amtskollegen Wolodymyr Selenskyj im Juli 2019 dazu gedrängt, Ermittlungen gegen Hunter Biden, Sohn seines möglichen Herausforderers in der Wahl, Joe Biden aufzunehmen, der geschäftliche Beziehungen in der Ukraine pflegt. Nachdem ein anonymer CIA-Mitarbeiter auf Basis einer Aussage von Mitarbeitern des Weißen Hauses Beschwerde eingereicht hatte, verschleppte das US-Justizministerium diese zunächst; erst nachdem sie öffentlich bekannt wurde, ging sie formal an die Vorsitzenden der Geheimdienstausschüsse des US-Kongresses, womit die Ukraine-Affäre begann. Am 24. September 2019 leiteten die Demokraten im Kongress offiziell ein Amtsenthebungsverfahren gegen Trump. Das Weiße Haus kündigte an, dabei nicht mit dem US-Kongress kooperieren zu wollen. Energieminister Rick Perry gab am 17. Oktober 2019 seinen Rücktritt bekannt und schied am 1. Dezember 2019 aus dem Amt.
Angesichts guter Wirtschaftszahlen (besonders die geringe Arbeitslosigkeit) und Trumps Akzeptanz in der republikanischen Partei wurde im Frühjahr 2019 eine Wiederwahl von Trump für möglich gehalten.
Trumps Verhalten seit dem Beginn der Coronavirus-Pandemie und die Wirtschaftskrise 2020–2021 führten seit Frühjahr 2020 zu relativ schlechten Umfragewerten für Trumps Wiederwahl.
Die Wahlberichterstattung von Das Erste, dem ZDF und dem Spiegel konnte nicht wie geplant erfolgen, weil die USA infolge der COVID-19-Pandemie keine Einreisen aus Europa erlauben.
Drei Monate vor der Wahl kündigte Facebook Inc. (Heute: Meta Platforms) Maßnahmen an, um Falschmeldungen bzw. Fake News in seinem Netzwerk entgegenzuwirken. Eine war die Entfernung von Seiten wie QAnon, die Verschwörungstheorien auf Facebook verbreitet hatten.

### Wählerunterdrückung
Ab September 2020 erhoben die demokratische Seite und Minderheitenvertretern vielfach den Vorwurf der Wahlunterdrückung durch republikanische Staaten. Die Zeitschrift Mother Jones listete Anfang Oktober insgesamt 29 verschiedene Maßnahmen auf, wie republikanische Bundesstaaten Minderheiten, die tendenziell eher demokratisch wählen, von der Wahl abzuhalten versuchen. Aufgezählt wurden unter anderem eine Reihe von Maßnahmen zur Erschwerung der Briefwahl, u. a. durch restriktive Zulassungskriterien, Reduzierung der Briefwahlbriefkästen auf einen pro County und Behinderung der Bundespost. Ebenfalls finden sich dort die Einschränkung der vorzeitigen Stimmabgabe in Wahllokalen und die Schließung von Wahllokalen in vorwiegend schwarzen Vierteln, sodass dort viel längere Wartezeiten herrschen als in eher weißen Vierteln.
Beispielsweise reichten Ende Oktober, kurz vor dem Wahltermin und nach Wochen der vorzeitigen Stimmabgabe, ein konservativer Aktivist und republikanische Kandidaten eine Klage gegen Drive-Through-Wahlstationen im texanischen Harris County ein, um die so abgegebenen Stimmen für ungültig erklären zu lassen. Harris County ist das größte County von Texas, umfasst unter anderem die Großstadt Houston und gilt als sehr stark demokratisch abstimmendes County. Bis zum Zeitpunkt der Klage hatten dort bereits etwa 127.000 Menschen in Drive-Through-Wahlstationen gewählt. Zuvor hatte der Gouverneur von Texas, Greg Abbott, bereits die Briefwahl massiv erschwert, indem er nur eine einzige Abgabestation für die Briefwahlen pro County zuließ. Dies betraf Harris County besonders schwer, da dort rund 2,4 Millionen Wahlberechtigte auf einer Fläche von mehr als 4000 Quadratkilometern leben. Knapp zwei Drittel der Bevölkerung gehören Minderheiten an. Abhängig vom Wohnort mussten Briefwähler daher eine Entfernung von bis zu 75 Kilometer (einfach) zur Briefwahlabgabestation zurücklegen. Vor der Anordnung hatte es in dem County 12 Abgabestationen gegeben.
Tendenziell favorisiert das Wahlsystem der USA die vor allem in ländlichen Regionen starke republikanische Partei. In den 20 Jahren vor der Wahl hatten republikanische Präsidentschaftskandidaten nur einmal das popular vote (die Mehrheit an Stimmen) gewonnen, stellten aber aufgrund des Wahlleute-Systems zwölf Jahre lang den Präsidenten. Auch im US-Senat hatten sie 2019/20 eine Mehrheit von 53 zu 47 Mandaten, obwohl die 45 demokratischen und 2 unabhängigen Kandidaten mehr Stimmen gewannen als die republikanische Mehrheit. Gemäß Ezra Klein muss die Demokratische Partei für eine sichere Mehrheit im Wahlleutesystem und im Repräsentantenhaus das popular vote jeweils mit 3–4 % Vorsprung gewinnen, während sie für eine Mehrheit an Senatoren sogar 6 bis 7 Prozent mehr Stimmen benötigen würde als die republikanische Partei.

### Kontroverse um Briefwahl – Behinderung der US-Bundespost
Beginnend im April 2020 erklärte Trump wiederholt, ohne Beweise anzuführen, die von dem US Postal Service organisierte Briefwahl werde zur Wahlfälschung bei den Präsidentschaftswahlen 2020 führen. Er selbst hatte dagegen noch im März 2020 bei den Vorwahlen der US-Präsidentschaftswahl per Briefwahl gewählt.
Im Juni 2020 tauschte Trump die Leitung des US Postal Service aus, indem er Louis DeJoy zum neuen Postminister der US-amerikanischen Bundespost erklärte. Louis DeJoy hatte Trumps Wahlkampagne zuvor mit mehr als einer Million Dollar unterstützt. Louis DeJoy begann einen Großteil des Führungspersonals der Post auszuwechseln und verfolgte einen massiven Sparkurs, zu dem unter anderem ein Verbot von Überstunden gehörte. Dies ging zulasten einer zuverlässigen Brief- und Paketzustellung. Auch wurden ab Juni viele Briefsortiermaschinen abgebaut. Im August 2020 bekannte Trump in einem Interview, Finanzierungsgelder in Milliardenhöhe, die für die Organisation und Durchführung der Briefwahl gedacht sind, dem US Postal Service bewusst vorzuenthalten, um damit das Funktionieren der Briefwahl beziehungsweise ein rechtzeitiges Zustellen der Briefwahlunterlagen zu untergraben.
14 US-Bundesstaaten klagten erfolgreich gegen die Betriebsänderungen bei der US-Bundespost. Das Urteil erging am 17. September 2020.

### Tod von Ruth Bader Ginsburg – Neubesetzung des Supreme Court
Am 18. September 2020 starb mit Ruth Bader Ginsburg eine liberale Richterin des Supreme Courts. Nach geltendem Recht konnte Donald Trump als Präsident den frei gewordenen Richtersitz durch die Nominierung eines neuen Richters vor der Wahl wiederbesetzen. Die Demokraten forderten, dies erst nach der Wahl vorzunehmen; schon 2016 hatte die republikanische Mehrheit im Senat selbiges gegenüber Barack Obama gefordert und eine Ernennung monatelang blockiert. Eine Ernennung erst nach den Wahlen entspräche ganz dem Willen von Ginsburg, welche wenige Tage vor ihrem Tod ihr politisches Testament diktierte. Donald Trump nominierte am 26. September die konservative Richterin Amy Coney Barrett. Am 26. Oktober wurde Barrett vom US-Senat mit 52 zu 48 Stimmen bestätigt und als Nachfolgerin von Ruth Bader Ginsburg im Supreme Court ernannt. Damit besteht eine Zweidrittelmehrheit von konservativ orientierten Richtern im Supreme Court. Die Befürchtung bestand zu Unrecht, dass Trump dadurch einen Vorteil auf dem Rechtsweg hat, sollte die Präsidentschaftswahl vor Gericht, wie schon bei den Wahlen 1876 und 2000, entschieden werden.

### Etwaige Einflussnahme durch ausländische Regierungsapparate
Anfang August 2020 sah das National Counterintelligence and Security Center (NCSC), das dem Office of the Director of National Intelligence unterstellt ist, Anzeichen zur Vorbereitung einer Einflussnahme durch Russland, China und den Iran auf die US-Präsidentschaftswahlen. Das NCSC urteilte, das Interesse der Volksrepublik China und des Iran sei ein Regierungswechsel.
Nach im September 2020 geäußerten Erkenntnissen US-amerikanischer Geheimdienste betrieb der russische Regierungsapparat eine Desinformationskampagne, die darauf abzielte, Trump gegenüber Biden vorteilhaft darzustellen.

### Angriffe auf politische Gegner

#### Geplante Entführung der Gouverneurin Gretchen Whitmer
Am 8. Oktober 2020 verhaftete das FBI dreizehn Männer, von denen sechs zur Last gelegt wird, die Entführung der demokratischen Gouverneurin des Bundesstaats Michigan, Gretchen Whitmer, geplant zu haben. Die anderen sind angeklagt, eine Anzettelung eines Bürgerkrieges geplant zu haben. Aus einem veröffentlichten Gerichtsdokument geht hervor, dass die sechs Männer mindestens seit Sommer 2020 die Entführung Whitmers diskutiert hatten, dazu auch ihr Ferienhaus observiert sowie einen Sprengsatz getestet hatten.

#### Attacke auf demokratische Abgeordnete
Ende Oktober 2020 mussten Wahlkampfveranstaltungen der Demokraten in Texas aufgrund von Sicherheitsbedenken abgesagt werden. Zuvor hatten Trump-Anhänger, die zum Teil bewaffnet waren, mit Dutzenden Pickup-Trucks einen Wahlkampfbus abgefangen und versucht, ihn per Rammstoß vom Highway zu drängen. Unter anderem rammte ein Truck ein Begleitfahrzeug. An Bord des Busses befanden sich mehrere demokratische Abgeordnete. Einem Medienbericht zufolge soll sich die Polizei geweigert haben, einzugreifen, da dies nicht in ihren Zuständigkeitsbereich falle. Einem Sprecher der Demokraten zufolge trug einer der beteiligten Polizeibeamten ein Halstuch der Blue-Lives-Matter-Bewegung, die sich für Trump ausspricht. Trump lobte die Aktion seiner Anhänger sowohl auf Twitter als auch bei einer Wahlkampfveranstaltung und twitterte: „Ich liebe Texas!“ Das FBI nahm Ermittlungen zu der Attacke auf.

## Kandidaten

### Kandidaten der Republikaner und Vorwahlkampf
Donald Trump reichte am Tag seiner Amtseinführung, dem 20. Januar 2017, die Unterlagen für eine Teilnahme an der Präsidentschaftswahl 2020 bei der Bundeswahlbehörde ein, zu einem früheren Zeitpunkt als alle vorherigen Präsidenten. Dadurch konnte er von Beginn seiner Amtszeit an Spenden für eine Wiederwahl sammeln, die im ersten Halbjahr 2017 ein deutlich größeres Ausmaß hatten als bei den konkurrierenden Demokraten und sich vor allem auf kleine Summen von Einzelspendern stützten. Vier Wochen nach Amtsantritt und damit fast vier Jahre vor der nächsten Wahl hielt Trump seine erste Wahlkampfveranstaltung ab und ist seitdem in einigen der Staaten aufgetreten, die ihm zum Wahlsieg verholfen hatten. Die erste Fundraising-Veranstaltung hielt er Ende Juni 2017 in seinem unweit des Weißen Hauses gelegenen Trump International Hotel in Washington, D.C. ab. Anfang August 2017 startete auf seiner Facebook-Seite eine lose Videoreihe mit dem Namen „Real News“. Die Produktion dieser ein- bis zweiminütigen Videos wird aus Wahlkampfspenden finanziert, von Trumps Schwiegertochter Lara Trump geleitet und verbreitet propagandistisch Positivmeldungen über den Präsidenten, die oftmals zeitnah als inkorrekt oder unvollständig widerlegt wurden. Bereits kurz vor der Amtseinführung, während des Präsidentschaftsübergangs, hatte sich Trump in Fortführung seines Wahlspruchs von 2016, Make America Great Again, für die Wahl 2020 als Slogan „Keep America Great!“ registrieren lassen. Die Los Angeles Times analysierte im August 2017, Trump habe dem „permanenten Wahlkampf“ eine neue Qualität gegeben, indem er auch unpolitische Anlässe für kämpferische Auftritte und Veranstaltungen vor Anhängern zur Befriedigung seiner Eitelkeit nutze statt zum Werben für politische Projekte.
Nachdem Trump bereits während der Hauptwahl 2016 einen parteiinternen, ernstzunehmenden Gegenkandidaten in Evan McMullin aus Utah erhalten hatte, der in diesem Bundesstaat auf 20,4 Prozent der Stimmen gekommen war, spekulierten politische Beobachter insbesondere nach dem ersten, allgemein als problematisch betrachteten Halbjahr der Präsidentschaft 2017 über ähnliche Kandidaturen von Parteifreunden 2020, die gegen einen amtierenden Präsidenten unüblich sind. Zu den möglichen Gegenkandidaten zählte der eher moderate Gouverneur Ohios, John Kasich, der bei der parteiinternen Präsidentschaftsvorwahl 2016 erst spät gegen Trump unterlegen war. Kasich befeuerte im April 2017 Spekulationen darüber, als er ein Buch veröffentlichte, dessen Titel „Two Paths: America Divided or United“ an eine Anti-Trump-Rede von 2016 angelehnt war und in dem er seine Partei für ihre Unterstützung des Präsidenten kritisierte. Die Senatoren Tom Cotton aus Arkansas und Ben Sasse aus Nebraska nährten durch Besuche im ersten Vorwahlstaat Iowa Spekulationen, ebenso Vizepräsident Mike Pence, der viele Auftritte vor republikanischen Großspendern wahrnimmt und dessen Berater seine Bereitschaft zur Kandidatur signalisiert haben, sollte Trump nicht antreten. Eine Umfrage der New York Times unter 75 republikanischen Funktionsträgern im August 2017 ergab große Unsicherheit, ob Trump 2020 kandidiert. Sein innerparteilicher, 2018 verstorbener Gegner John McCain äußerte, Trumps Konkurrenten würden seine Schwäche spüren. Der einflussreiche konservative Publizist William Kristol, der sich schon 2016 gegen Trump ausgesprochen hatte, plante ein Komitee gegen dessen Wiederwahl, um den Konservatismus vom Trumpismus zu „befreien“.
Der Präsidentschaftskandidat von 2012, Mitt Romney, kritisierte im Januar 2019 Donald Trump scharf für dessen bisherige präsidiale Haltung. Er heizte damit Spekulationen an, er werde in der republikanischen Vorwahl gegen Trump antreten. Im Februar 2019 gab Bill Weld, ehemaliger Gouverneur von Massachusetts, die Gründung eines Exploratory committee für eine Kandidatur als Republikaner bekannt – am 15. April gab er seine Kandidatur gegen Trump offiziell bekannt. Darüber verkündete der Geschäftsmann Rocky De La Fuente am 16. Mai 2019 seine Kandidatur, blieb aber in den Vorwahlen chancenlos. Am 25. August 2019 kündigte der ehemalige Kongressabgeordnete Joe Walsh seine Kandidatur an, musste diese aber im Laufe der Kandidatur zurückziehen. Am 8. September 2019 gab der frühere Gouverneur von South Carolina, Mark Sanford, bekannt, für die Republikaner kandidieren zu wollen; am 12. November 2019 zog er seine Kandidatur zurück.
Wegen der COVID-19-Pandemie war der Termin für zahlreiche Vorwahlen verschoben worden. In Wisconsin wurde die für den 7. April 2020 angesetzte Vorwahl vom Gouverneur am Tag zuvor um zwei Monate verschoben. Aufgrund eines von den Republikanern kurzfristig veranlassten Gerichtsentscheids wurde die Wahl dann doch am ursprünglich geplanten Termin durchgeführt. Die zunächst vom 28. April auf den 23. Juni wegen der Pandemie verschobene Vorwahl in New York wurde zwischenzeitlich ersatzlos abgesagt, da bis auf Joe Biden bereits alle Bewerber aufgegeben haben. Durch einen Gerichtsentscheid war die Wahl wieder angesetzt worden.
Am 24. August 2020 wurde Donald Trump auf dem Parteitag der Republikaner formell als Kandidat für die Präsidentschaftswahl bestätigt.

#### Offizieller Kandidat
| Bild | Kandidat     | Bisheriges Amt           | Bemerkung/Beleg | Logo |
| ---- | ------------ | ------------------------ | --------------- | ---- |
|      | Donald Trump | Amtierender US-Präsident | [ 77 ]          |      |

#### Spendeneinnahmen/Finanzierung
| Kandidat     | Spendenüberblick (bis 30. Juni 2020) | Spendenüberblick (bis 30. Juni 2020) | Spendenüberblick (bis 30. Juni 2020) | Spendenüberblick (bis 30. Juni 2020) | Spendenüberblick (bis 30. Juni 2020) | Spendenüberblick (bis 30. Juni 2020) |
| Kandidat     | Spendeneinnahmen gesamt in $         | davon private Spenden                | % an Kleinspenden bis 200 $          | Ausgaben                             | Verfügbares Geld                     | Schulden                             |
| ------------ | ------------------------------------ | ------------------------------------ | ------------------------------------ | ------------------------------------ | ------------------------------------ | ------------------------------------ |
| Donald Trump | 342.699.051,30                       | 154.862.428,30                       | 47,91 %                              | 237.285.773,64                       | 113.024.980,58                       | 629.582,32                           |

#### Kandidatur zurückgezogen
- Bill Weld, ehemaliger Gouverneur von Massachusetts
- Joe Walsh, ehemaliges Mitglied des US-Repräsentantenhauses
- Mark Sanford, ehemaliger Gouverneur von South Carolina

### Kandidaten der Demokraten und Vorwahlkampf
Ein Kandidat benötigte eine absolute Mehrheit an Delegiertenstimmen für die Nominierung am Parteitag. Delegierte wurden proportional auf Kongresswahlbezirksebene (65 Prozent) und auf Bundesstaatsebene (35 Prozent) mit einer Sperrklausel von 15 Prozent vergeben. Erreichte kein Kandidat die absolute Mehrheit im ersten Wahlgang so waren in den folgenden Wahlgängen zusätzlich etwa 771 sogenannte Superdelegierte (DNC-Mitglieder, Parteiführer, Gouverneure, Senatoren und Abgeordnete) wahlberechtigt.
Für diese Wahl kandidierten zahlreiche Kandidaten. Der erste Kandidat der Demokraten, der seine Bewerbung einreichte, war Ende Juli 2017 der Kongressabgeordnete John K. Delaney. Im November 2017 kündigte der US-Unternehmer Andrew Yang seine Kandidatur an. Ende 2018 machte die Senatorin für Massachusetts, Elizabeth Warren die Gründung eines Sondierungskomitees bekannt, bis März 2019 folgten weitere Politiker: Tulsi Gabbard, Kongressabgeordnete aus Hawaii, Julián Castro, ehemaliger Wohnungsbau- und Stadtentwicklungsminister unter Präsident Barack Obama, die Senatorin Kirsten Gillibrand für New York, Kamala Harris, Senatorin für Kalifornien, sowie Pete Buttigieg, Bürgermeister von South Bend, Indiana und Marianne Williamson, US-Unternehmerin, Cory Booker, der Senator für New Jersey, die Senatorin Elizabeth Warren für Massachusetts (Kandidatur offiziell bekannt gegeben am 31. Dezember 2018), Amy Klobuchar, die Senatorin für Minnesota und Bernie Sanders, Senator für Vermont, dazu die demokratischen Gouverneure Jay Inslee von Washington, John Hickenlooper von Colorado, der ehemalige Kongressabgeordnete Beto O’Rourke und der Bürgermeister Wayne Messam.
Die New York Times machte im April 2017 in der – nach der Wahlniederlage 2016 – führungslosen demokratischen Partei zwei Gruppen unter den potenziellen Kandidaten aus, die nach Bekanntheit und Generationen unterschieden waren: Drei bundesweit bekannte Kandidaten verfügten demnach jeweils über eine große Anhängerschaft, nämlich Obamas Vizepräsident Joe Biden, Hillary Clintons innerparteilicher Hauptrivale Bernie Sanders und die progressive Elizabeth Warren, die Ende 2018 ihre Bewerbung um die Kandidatur offiziell erklärte. Zum Zeitpunkt der Amtseinführung 2021 waren all diese drei Kandidaten über 70 Jahre alt. Diesen teilweise ökonomisch zum Populismus neigenden Älteren habe ein amorphes Feld von jüngeren Kandidaten gegenübergestanden, die über das gesamte ideologische Spektrum der Partei verstreut seien, unter ihnen Gouverneure, Bürgermeister, Senatoren und Mitglieder des Repräsentantenhauses, die durch Trumps Turbulenzen, aber auch seinen von den wenigsten erwarteten Sieg ermutigt worden seien. Daher rechneten Beobachter bei den Demokraten mit einem sehr großen, unüberschaubaren Bewerberfeld. Auch über Ambitionen des demokratischen Präsidentschaftskandidaten von 2004, Obamas Außenminister John Kerry, wurde im Zusammenhang mit der ersten Gruppe berichtet. Das Magazin New York sah diese Gruppe als Ausdruck der Gerontokratie der amerikanischen Politik; Kerry gehöre zusammen mit Biden und Sanders der „Silent Generation“ zwischen den Weltkriegsteilnehmern („G. I. Generation“) und den Baby-Boomern an, zu denen Warren bereits gehöre.
Die drei potenziellen Kandidaten, die am meisten Anzeichen für die Vorbereitung einer Kandidatur gaben, waren im Mai 2017 Joe Biden, Bernie Sanders und der Senator für Minnesota, Al Franken.
Als mögliche jüngere Kandidaten unter den Senatoren galten der 2014 gewählte Cory Booker aus New Jersey und die seit 2017 dem Senat für Kalifornien angehörende Kamala Harris, die im ersten Halbjahr 2017 besonders viel Interesse von Großspendern der Demokraten auf sich zog, sowie Kirsten Gillibrand aus New York, Amy Klobuchar aus Minnesota und Chris Murphy aus Connecticut. Auch Sherrod Brown galt, insbesondere nach seiner Wiederwahl im republikanischer werdenden Ohio im November 2018, als möglicher Kandidat. Er entschied sich im Frühjahr 2019 gegen eine Kandidatur.
Der demokratische Gouverneur von Washington, Jay Inslee, gab seine Kandidatur bekannt, zog diese jedoch im Sommer 2019 wieder zurück.
Jason Kander, der 2016 bei der Senatswahl in Missouri knapp unterlegen war, zog großes Interesse der demokratischen Graswurzelaktivisten als potenzieller Präsidentschaftskandidat auf sich.
Laut Medienberichten versuchte der frühere Präsident Barack Obama seinen Weggefährten und früheren Gouverneur von Massachusetts, Deval Patrick, von einer Kandidatur zu überzeugen. Der entschied sich dagegen und begründete es mit dem US-Wahlsystem. Ende Juli 2018 erklärte Eric Holder, der frühere Attorney General im Kabinett Obama, an einer Kandidatur Interesse zu haben. Er entschied sich letztlich gegen eine Kandidatur.
Der bei der Senatswahl in Texas Ende 2018 knapp unterlegene Beto O’Rourke wurde ebenfalls als möglicher Kandidat genannt. Er gab seine Kandidatur im Frühjahr 2019 bekannt, hat aber inzwischen seine Kandidatur im November offiziell zurückgezogen.
Es wurden auch eine Reihe von Unternehmern als potenzielle Kandidaten genannt, darunter Mark Cuban, Mark Zuckerberg, Sheryl Sandberg und Howard Schultz. Howard Schultz kündigte im Januar 2019 an, eine Kandidatur als unabhängiger Kandidat zu prüfen, die Demokraten warnten ihn vor diesem Schritt, sie befürchten dadurch eine mögliche Wiederwahl Trumps. Er entschied sich gegen eine Kandidatur. Außerdem sind Fernsehstars genannt wie zum Beispiel Oprah Winfrey, Dwayne Johnson und Van Jones. Als unwahrscheinlich galten die Kandidaturen von zuweilen in den Medien erwähnten Prominenten wie Beyoncé, Matt Damon, Tom Hanks oder Meryl Streep.
Im September 2018 waren bereits über 10.000 Wahlwerbespots für die Präsidentschaftswahl gelaufen, davon über die Hälfte im ersten Vorwahlstaat Iowa, früher als je zuvor bei einer solchen Wahl und fast ausschließlich von den beiden potenziellen demokratischen Bewerbern Delaney und Steyer. Tom Steyer lehnte nach Spekulationen um seine Bewerbung eine Präsidentschaftskandidatur 2020 ab.
Die erste Umfrage nach der Halbzeitwahl im November 2018 sah Biden mit 26 Prozent vor Sanders mit 19 und O’Rourke mit 8 Prozent, es folgten mit 5 oder weniger Prozent Warren, Harris und Booker.
Ein wichtiges Thema bei der Kandidatensuche war die Frage, ob ein eindeutig „linker“ Kandidat bessere Chancen gegen Trump hat oder ein „moderater“ Kandidat, der auch konservative Wähler ansprechen würde. In diesem Zusammenhang spielte auch das Konzept des Green New Deal eine Rolle.
Wegen der COVID-19-Pandemie war der Termin für zahlreiche Vorwahlen verschoben worden. In Wisconsin wurde die für den 7. April 2020 angesetzte Vorwahl vom Gouverneur am Tag zuvor um zwei Monate verschoben. Aufgrund eines von den Republikanern kurzfristig veranlassten Gerichtsentscheids wurde die Wahl dann doch am ursprünglich geplanten Termin durchgeführt. Die zunächst vom 28. April auf den 23. Juni wegen der Pandemie verschobene Vorwahl in New York wurde zwischenzeitlich ersatzlos abgesagt, da bis auf Joe Biden bereits alle Bewerber aufgegeben hatten. Durch einen Gerichtsentscheid war die Wahl wieder angesetzt worden.
Im April 2019 durchgeführte Umfragen zeigten wenig Änderung im Kandidatenfeld (Biden und Sanders: 25 bis 30 Prozent, O’Rourke und Harris: 8 bis 10 Prozent, Warren: 6 bis 8 Prozent, Booker: 3 bis 5 Prozent). Allerdings konnte Pete Buttigieg infolge einer Diskussionsveranstaltung bei CNN Ende März signifikant an Wählerzuspruch gewinnen. Während Buttigieg zu Beginn des Jahres bei 0 bis 1 Prozent lag, stieg seine Zustimmung auf etwa 9 Prozent in nationalen Umfragen, auf etwa 14 Prozent im traditionell ersten Vorwahlstaat Iowa und auf bis zu 15 Prozent im zweiten Vorwahlstaat New Hampshire.
Am 26. und 27. Juni fanden in Miami in Florida die ersten beiden Debatten der Demokraten statt. Jeweils zehn qualifizierte Kandidaten traten an den aufeinanderfolgenden Abenden gegeneinander an, während sich fünf Kandidaten aufgrund zu geringer Umfragewerte bzw. Spendeneinnahmen nicht qualifizieren konnten. Zwei weitere Debatten fanden am 31. Juli und 1. August 2019 in Detroit statt.
Am 24. November 2019 gab der frühere Bürgermeister von New York, Michael Bloomberg, seinen Einstieg in das Rennen um die Präsidentschaft bekannt, gab dieses nach enttäuschenden Ergebnissen am Super Tuesday allerdings wieder auf und kündigte an, Joe Biden unterstützen zu wollen. Diese Ankündigung hatten vorher bereits auch Amy Klobuchar und Pete Buttigieg gemacht. Bloomberg hatte sich seine viermonatige Kampagne allein für Wahlwerbung ca. 560 Millionen Dollar kosten lassen und damit ein Vielfaches mehr als die anderen Bewerber.
Die Ergebnisse vom Super Tuesday am 3. März 2020 machten weiterhin deutlich, dass sich das Rennen um die demokratische Nominierung für die Präsidentschaftswahl 2020 voraussichtlich auf Joe Biden und Bernie Sanders reduzieren würde. Anhänger von Sanders kritisierten, dass die Parteispitze seine Nominierung verhindern wolle, da er als „Sozialist“ angeblich keine Chance gegen Trump habe. Um Tulsi Gabbards Teilnahme an der Fernsehdebatte am 15. März zu verhindern, änderte sie die Teilnahmekriterien.
Aufgrund nunmehr geringer Erfolgsaussicht nach mehreren Vorwahlniederlagen gegen Biden und angesichts der COVID-19-Pandemie gab Sanders seine Kandidatur am 8. April 2020 auf. Wenige Tage später gab er seine Unterstützung für Biden bekannt. Noch im selben Monat kündigte Biden an, Sanders inhaltliche Mitsprache auf dem Parteitag zuzugestehen.

#### Offizieller Kandidat
| Bild | Kandidat  | Bisheriges Amt              | Bemerkung/Beleg | Logo |
| ---- | --------- | --------------------------- | --------------- | ---- |
|      | Joe Biden | Ehemaliger US-Vizepräsident | [ 118 ]         |      |

#### Kandidatur zurückgezogen
- Mike Gravel, ehemaliger Senator aus Alaska[119]
- Richard Ojeda, ehemaliger Staatssenator aus West Virginia[120]
- Eric Swalwell, Kongressabgeordneter aus Kalifornien[121]
- John Hickenlooper, ehemaliger Gouverneur von Colorado[122]
- Seth Moulton, Abgeordneter des Repräsentantenhauses aus Massachusetts.[123]
- Jay Inslee, Gouverneur von Washington[124]
- Kirsten Gillibrand, Senatorin aus New York[125]
- Bill de Blasio, Bürgermeister von New York City[126]
- Tim Ryan, Kongressabgeordneter aus Ohio[127][128][129]
- Beto O’Rourke, ehemaliger Kongressabgeordneter aus Texas[130]
- Wayne Messam, Bürgermeister von Miramar, Florida[131]
- Kamala Harris, Senatorin aus Kalifornien[132]
- Steve Bullock, Gouverneur aus Montana[133]
- Joe Sestak, ehemaliger Kongressabgeordneter aus Pennsylvania[134]
- Julián Castro, Wohnungsbau- und Stadtentwicklungsminister im Kabinett Barack Obama[135]
- Marianne Williamson, Autorin und Aktivistin[136]
- Cory Booker, Senator aus New Jersey[137]
- John Delaney, ehemaliger Kongressabgeordneter aus Maryland[138]
- Michael Bennet, Senator aus Colorado[139]
- Andrew Yang, Unternehmer[139]
- Deval Patrick, ehemaliger Gouverneur von Massachusetts[140]
- Tom Steyer, Hedgefonds-Manager und Philanthrop[141]
- Pete Buttigieg, ehemaliger Bürgermeister von South Bend, Indiana[142]
- Amy Klobuchar, Senatorin aus Minnesota[143]
- Michael Bloomberg, ehemaliger Bürgermeister von New York
- Elizabeth Warren, Senatorin aus Massachusetts[144]
- Tulsi Gabbard, Kongressabgeordnete aus Hawaii
- Bernie Sanders, Senator aus Vermont[115]

#### Spendeneinnahmen/Finanzierung
Anfang April 2019 wurden von den Kandidaten erste Zahlen zu den Spendeneinnahmen im ersten Quartal veröffentlicht. Demnach nahm die Kampagne von Sanders mehr als 20 Millionen Dollar an Spenden ein, der Großteil davon von privaten Kleinspendern. Harris gab Einnahmen von mehr als 13 Millionen Dollar, Buttigieg von mehr als 7 Millionen Dollar bekannt – was politische Experten als Überraschungserfolg des zuvor eher unbekannten Kandidaten werteten.
| Kandidat            | Spendenüberblick (bis 30. Juni 2020) | Spendenüberblick (bis 30. Juni 2020) | Spendenüberblick (bis 30. Juni 2020) | Spendenüberblick (bis 30. Juni 2020) | Spendenüberblick (bis 30. Juni 2020) | Spendenüberblick (bis 30. Juni 2020) |
| Kandidat            | Spendeneinnahmen gesamt in $         | davon private Spenden                | % an Kleinspenden bis 200 $          | Ausgaben                             | Verfügbares Geld                     | Schulden                             |
| ------------------- | ------------------------------------ | ------------------------------------ | ------------------------------------ | ------------------------------------ | ------------------------------------ | ------------------------------------ |
| Michael Bennet      | 7.520.395,50                         | 6.803.045,72                         | 31,02 %                              | 7.508.203,36                         | 12.192,14                            | 0,00                                 |
| Joe Biden           | 278.853.303,68                       | 278.135.440,73                       | 42,68 %                              | 169.935.827,54                       | 108.917.476,14                       | 0,00                                 |
| Cory Booker         | 26.032.480,84                        | 22.944.165,85                        | 33,56 %                              | 26.001.580,29                        | 30.900,55                            | 785.889,53                           |
| Steve Bullock       | 5.657.893,29                         | 5.489.635,25                         | 31,94 %                              | 5.657.893,29                         | 0,00                                 | 0,00                                 |
| Pete Buttigieg      | 104.090.267,60                       | 101.987.705,71                       | 43,20 %                              | 101.985.459,42                       | 2.104.808,18                         | 1.729.521,93                         |
| Julian Castro       | 220.387,81                           | 213.387,81                           | 10,01 %                              | 17.877,31                            | 202.510,50                           | 0,00                                 |
| Bill de Blasio      | 1.423.278,97                         | 1.423.239,82                         | 9,97 %                               | 1.420.714,18                         | 2.564,79                             | 60.378,40                            |
| John Delaney        | 29.438.709,45                        | 2.582.731,90                         | 13,41 %                              | 29.445.407,32                        | 15.344,97                            | 11.738.250,00                        |
| Tulsi Gabbard       | 15.220.885,15                        | 12.444.318,75                        | 57,20 %                              | 15.018.838,75                        | 202.046,40                           | 0,00                                 |
| Kirsten Gillibrand  | 15.951.804,59                        | 6.278.789,63                         | 31,52 %                              | 14.494.464,74                        | 1.457.339,85                         | 0,00                                 |
| Kamala Harris       | 41.662.578,08                        | 39.278.684,56                        | 40,03 %                              | 41.546.197,89                        | 116.380,19                           | 1.136.022,13                         |
| Jay Inslee          | 6.942.574,55                         | 6.911.292,42                         | 50,00 %                              | 6.896.450,21                         | 46.124,34                            | 0,00                                 |
| Amy Klobuchar       | 54.094.204,00                        | 49.877.574,90                        | 44,82 %                              | 53.813.978,39                        | 280.225,61                           | 0,00                                 |
| Wayne Messam        | 126.917,87                           | 124.317,87                           | 31,23 %                              | 126.917,87                           | 0,00                                 | 81.875,50                            |
| Seth Moulton        | 2.303.262,98                         | 1.499.170,66                         | 22,85 %                              | 2.296.241,38                         | 7.021,60                             | 211.553,23                           |
| Beto O’Rourke       | 18.537.035,42                        | 18.448.928,46                        | 51,15 %                              | 18.317.001,60                        | 221.665,57                           | 0,00                                 |
| Tim Ryan            | 1.341.246,39                         | 1.285.074,27                         | 33,85 %                              | 1.340.942,63                         | 303,76                               | 0,00                                 |
| Bernie Sanders      | 218.339.850,06                       | 202.554.491,73                       | 56,68 %                              | 217.015.082,24                       | 6.780.746,74                         | 0,00                                 |
| Joe Sestak          | 449.344,58                           | 440.126,63                           | 24,31 %                              | 445.767,92                           | 3.576,66                             | 0,00                                 |
| Tom Steyer          | 351.944.080,65                       | 3.719.360,85                         | 67,37 %                              | 351.621.442,99                       | 322.754,84                           | 23.835.384,38                        |
| Elizabeth Warren    | 130.323.300,87                       | 115.888.359,86                       | 57,40 %                              | 129.489.986,89                       | 833.313,98                           | 1.777.273,73                         |
| Marianne Williamson | 8.227.159,40                         | 8.216.371,67                         | 57,22 %                              | 8.211.848,35                         | 15.311,05                            | 222.360,16                           |
| Andrew Yang         | 42.200.566,68                        | 41.187.082,46                        | 49,75 %                              | 42.112.938,86                        | 176.623,05                           | 2.010,00                             |

### Kandidatin der Libertären Partei
In einer virtuellen Wahl am 23. Mai 2020 wählten 1035 Delegierte Jo Jorgensen zur offiziellen Kandidatin. Sie erhielt im vierten Wahlgang 51 Prozent der Stimmen, während sich für Jacob Hornberger 28 Prozent und für Vermin Supreme 20 Prozent der Delegierten aussprachen. Weitere offizielle Nominierte waren John Monds, James Gray und Adam Kokesh. Bei der Wahl des Kandidaten für die Vizepräsidentschaft setzte sich Spike Cohen mit 52 Prozent gegen den früheren Präsidentschaftskandidaten John Monds durch. Nach Ablauf aller Fristen zur Einreichung der erforderlichen Wahlunterlagen haben es Jorgensen/Cohen in allen 50 Bundesstaaten sowie der Hauptstadt Washington, D.C. auf den Stimmzettel geschafft. Damit sind sie die einzige Kampagne neben Trump/Pence und Biden/Harris, denen dies gelungen ist.
| Bild         | Kandidat     | Bisheriges Amt | Bemerkung/Beleg | Logo |
| ------------ | ------------ | --- | --------------- | ---- |
| Jo Jorgensen | Jo Jorgensen | Professorin für Psychologie an der Clemson University. Vizepräsidentschaftskandidatin der Libertären Partei 1996. | [ 169 ]         |      |

### Kandidat der Green Party
In einer virtuellen Wahl am 11. Juli wurde Howie Hawkins zum Präsidentschaftskandidaten und Angela Walker zur Vizepräsidentschaftskandidatin der Green Party offiziell nominiert. Mit Stand Mitte September hatten es Hawkins/Walker auf den Stimmzettel in 29 der 50 Bundesstaaten und den der Hauptstadt Washington geschafft. In einem weiteren Bundesstaat (Pennsylvania) liefen noch Gerichtsverfahren, die über eine Zulassung entschieden. In 17 weiteren Bundesstaaten (darunter auch Pennsylvania, falls der Antrag abgelehnt wird) war nur eine „write-in“-Möglichkeit gegeben, was bedeutet, dass der jeweilige Kandidat zwar nicht auf dem Stimmzettel steht, aber vom Wähler schriftlich hinzugefügt und damit gültig gewählt werden kann. In vier Bundesstaaten bestand keine Möglichkeit, Hawkins/Walker zu wählen. Allerdings liefen in acht Bundesstaaten noch Gerichtsverfahren, deren Ausgang noch eine Änderung beim Zugang zu den Stimmzetteln hätten bewirken könnte. Am 14. September lehnte der Supreme Court von Wisconsin wegen Formfehlern bei der Einreichung der Wahlunterlagen den Antrag von Hawkins ab. Am 17. September entschied der Supreme Court von Pennsylvania, dass Hawkins so wie in Wisconsin wegen Formfehlern bei der Einreichung der Wahlunterlagen nicht auf dem Stimmzettel stehen durfte. Da laut Bundesfrist bis 19. September alle Bezirke (counties) ihre Briefwahlunterlagen an Wähler im Ausland verschicken mussten, waren damit Hawkins/Walker in 29 Staaten und der Hauptstadt Washington D.C. wählbar.
| Bild          | Kandidat      | Bisheriges Amt             | Bemerkung/Beleg | Logo |
| ------------- | ------------- | -------------------------- | --------------- | ---- |
| Howie Hawkins | Howie Hawkins | Co-Gründer der Green Party | [ 176 ]         |      |

### Unabhängige/parteilose Kandidaten
Am 5. Juli 2020 erklärte sich Kanye West als Präsidentschaftskandidat. Mit Ablauf aller Einreichfristen hatte es West auf den Stimmzettel in zwölf Bundesstaaten geschafft.
Zusätzlich traten in einigen wenigen Bundesstaaten noch Kandidaten von Kleinparteien und unabhängige Kandidaten an.

## Wahlkampf seit den Parteitagen im August 2020

### Wahlkampf von Donald Trump als bestätigter Präsidentschaftskandidat
Für den Abschluss des republikanischen Nominierungsparteitags Ende August 2020 nutzte Trump das Weiße Haus, obwohl dies gegen ein Gesetz verstieß, nach dem das Weiße Haus nicht für den Wahlkampf genutzt werden darf.
Bei seiner Abschlussrede behauptete Trump, Biden sei „ein trojanisches Pferd für den Sozialismus“, eine „Marionette Chinas“ und ein „linker Radikaler“. Trump warnte, niemand werde mehr sicher sein in Bidens Amerika. Biden würde den American Way of Life „zerstören“, amerikanische Jobs vernichten und amerikanische Orte von kriminellen Mobs abfackeln lassen. Ferner behauptete Trump, seine Regierung habe bei der Bekämpfung der COVID-19-Pandemie in den Vereinigten Staaten einen „tollen Job“ gemacht. Wäre hingegen Biden an der Regierung gewesen, dann wären „Hunderttausende mehr“ gestorben.
Anfang September 2020 rief Trump die Wähler in North Carolina auf, neben der Briefwahl zu versuchen, zusätzlich persönlich abzustimmen. Er behauptete, sie könnten so prüfen, ob das Kontrollsystem der Briefwahl funktioniert.
Trump wiederholte auch im September 2020 die Behauptung einer Wahlmanipulation bei den Briefwahlen. Das FBI erklärte dazu, bei vorherigen Wahlen zwar auf lokaler Ebene vereinzelt Wahlbetrug registriert zu haben, nicht jedoch koordinierte Versuche von Wahlbetrug auf nationaler Ebene.
Nach Recherchen von The New York Times hatte Trump in 10 der 15 Jahre im Zeitraum von 2005 bis 2020 keine Einkommensteuern an das US-amerikanische Finanzamt überwiesen und angegeben, mehr Verluste als Einnahmen zu haben. Des Weiteren hatte er laut New York Times mit Stand September 2020 offene Verbindlichkeiten in Höhe von 421 Millionen US-Dollar, die größtenteils aus Krediten seines Golf-Hotels Trump National Doral Miami und seines Hotels im Old Post Office Pavilion stammen, für die er persönlich haftet. Da Trump die Identität der Gläubiger geheim hält, wurde dies im Wahlkampf thematisiert.

#### Corona-Infektion im Weißen Haus
Am 2. Oktober 2020 begaben sich Trump und seine Frau in häusliche Quarantäne, nachdem beide positiv auf SARS-CoV-2 getestet worden waren. Auch mehrere Mitglieder des Hauspersonals des Weißen Hauses sowie die Trump-Beraterin Kellyanne Conway, der ehemalige Gouverneur von New Jersey Chris Christie sowie die Senatoren Mike Lee, Thom Tillis und Ron Johnson hatten sich infiziert. Im Umfeld Trumps wurden daraufhin noch weitere Personen positiv getestet. Zu den Betroffenen zählten etwa sein Wahlkampfleiter Bill Stepien, die republikanische Parteivorsitzende Ronna McDaniel, Trumps Berater Stephen Miller und die Pressesprecherin des weißen Hauses, Kayleigh McEnany.
Am 3. Oktober begab sich Trump in das Walter-Reed-Militärkrankenhaus. Das Weiße Haus meldete, es handele „sich um eine vorsorgliche Maßnahme“, und er könne seine Aufgaben als Regierungschef weiterhin uneingeschränkt wahrnehmen. Zur Behandlung erhielt der Präsident unter anderem Remdesivir und Dexamethason. Am 5. Oktober verließ Trump das Krankenhaus wieder.

#### Vorwurf erschlichener Wahlkampfspenden
Laut Berichten in den US-Medien Anfang April 2021 soll Trumps Wahlkampagne sich durch unsaubere Methoden im Design von Spendenwerbung auf Apps und Webseiten mehr als 120 Millionen US-Dollar von unwissenden Spendern erschlichen haben, die rückerstattet werden mussten. Nach Angabe der New York Times fand sich Trumps Wahlkampagne September 2020 in Geldnöten, und Spendern, die einmal spenden wollten, wurden, nachdem sie unübersichtlich gestalteten Nutzungsbedingungen und Werbebannern zugestimmt hatten, mehrfache Spenden automatisch vom Konto abgebucht. Häkchen seien immer so gesetzt gewesen, dass Spender diese entfernen mussten, wenn sie nur einmal spenden wollten. Dabei ging erst um monatliche automatische Abbuchungen, kurz darauf um wöchentliche, und dann sogar noch um eine zusätzliche gleich hohe Summe am selben Tag oder zu einer besonderen Gelegenheit, da Spendern vorgetäuscht wurde, dass ihr Häkchen nicht mehr als ihre Zustimmung Trumps bedeute.

### Wahlkampf von Joe Biden als bestätigter Präsidentschaftskandidat
Biden warf Trump Ende August vor, Trump habe darin versagt, die USA vor der rasanten Ausbreitung des Coronavirus zu schützen. Auch gab er Trump eine Mitschuld an den Ausschreitungen zwischen Militanten und Trump-Anhängern auf der einen Seite und Demonstranten der Black-Lives-Matter-Bewegung, welche durch die Polizeigewalt an Jacob Blake, nach der Tötung von George Floyd, erneut erstarkte, auf der anderen Seite. Biden fragte: „Es brennen Feuer, und wir haben einen Präsidenten, der die Flammen anfacht. […] Glaubt irgendjemand, dass es in den USA weniger Gewalt geben wird, wenn Donald Trump wiedergewählt wird? […] Er [Trump] mag glauben, dass ihn die Worte Law and Order stark erscheinen lassen. Aber sein Unvermögen, seine eigenen Anhänger aufzurufen, nicht weiter wie eine bewaffnete Miliz in diesem Land aufzutreten, zeigt, wie schwach er ist.“

## Fernsehduelle
Vor der Wahl wurden zwischen dem amtierenden Präsidenten und seinem Herausforderer der Demokratischen Partei am 29. September, 15. und 22. Oktober (entsprechend 30. September, 16. und 23. Oktober um je 3 Uhr MESZ) drei je 90-minütige Fernsehduelle vereinbart. Aufgrund der Corona-Infektion Donald Trumps wurde das TV-Duell am 15. Oktober abgesagt.
Am 7. Oktober 2020 (entsprechend 8. Oktober um 3 Uhr MESZ) wurde zudem ein Fernsehduell zwischen dem Vizepräsidenten Mike Pence und der demokratischen Kandidatin Kamala Harris abgehalten.
Alle Duelle wurden in Deutschland live von den Fernsehsendern ZDF, Phoenix, Welt und n-tv übertragen.

### Erstes Fernsehduell
Die erste Debatte zwischen Trump und Biden fand am 29. September in Cleveland an der Case Western Reserve University statt und wurde von Fox-News-Moderator Chris Wallace moderiert. Weltweit mediale Aufmerksamkeit erhielt das Fernsehduell, da sich die beiden Spitzenkandidaten gegenseitig mehrfach unterbrachen und beleidigten, wodurch der inhaltliche Diskurs in den Hintergrund rückte. Zudem griff Trump Biden mehrfach persönlich an und spottete über dessen drogenabhängigen Sohn Hunter Biden. In der Folge wurden von Seiten der Kommission für Präsidentschaftsdebatten Regeländerungen diskutiert, um ähnlich chaotische Abläufe bei zukünftigen Übertragungen zu verhindern.

### Zweites Fernsehduell (abgesagt)
Das ursprünglich geplante zweite Duell entfiel wegen einer Corona-Infektion Donald Trumps. Stattdessen fand am 15. Oktober gleichzeitig auf verschiedenen Sendern (Trump in Miami auf NBC, Biden in Cleveland auf ABC) eine Fragestunde mit den beiden Kandidaten statt.

### Drittes Fernsehduell
Am 22. Oktober fand das nun zweite und abschließende direkte Fernsehduell statt. Diesmal moderierte Kristen Welker von NBC News das Fernsehduell in Nashville, Tennessee. Diesmal hatte die Moderatorin die Möglichkeit, die Mikrofone der Kontrahenten abzuschalten. Das Duell verlief wesentlich gesitteter und sachlicher als das direkte Fernsehduell zuvor.

## Hauptwahl

Umfragevorsprung der Kandidaten vor der Wahl:
Joe Biden▼Donald Trump
183
33
36
162
44
20
60
Joe Biden:
>15 %
10–15 %
5–10 %
<5 %
Donald Trump:
>15 %
10–15 %
5–10 %
<5 %
Stand: 28. Oktober 2020

### Historisches
Beide Kandidaten, Trump und Biden, waren bei dieser Wahl mit 74 bzw. 78 Jahren die ältesten Kandidaten der amerikanischen Geschichte, vor Ronald Reagan 1984 und Bob Dole 1996, die beide 73 Jahre alt waren, sowie dem 72 Jahre alten John McCain bei der Wahl von 2008. Samuel Adams war bei den Wahlen von 1796, die noch nicht zu den durch den 12. Verfassungszusatz festgeschriebenen heutigen Bedingungen erfolgte und bei der er mit 15 Wahlmännerstimmen den fünften Platz einnahm, zwar ebenfalls 74 Jahre alt, jedoch einige Monate jünger als Trump bei der Wahl 2020.

### Swing States
Die sogenannten Swing States (auch battleground states, purple states oder tossup states) galten im Wahlkampf als besonders umkämpft, da bei diesen Staaten aufgrund ihrer demographischen Struktur und ihres historischen Wahlverhaltens nicht abzusehen war, für welchen Kandidaten sie stimmen würden.
Einschätzungen politischer Beobachter zufolge galten vor der Wahl Arizona, Florida, Maines und Nebraskas jeweils zweiter Kongresswahlbezirk, North Carolina und Pennsylvania als besonders umkämpft. Der Wahlausgang in diesen Bundesstaaten stimmte im Wesentlichen mit den Umfragewerten vor der Wahl überein; Bidens Vorsprung wurde – mit Ausnahme des zweiten Wahlbezirks in Nebraska – jedoch tendenziell um etwa drei bis fünf Prozent überschätzt. In Arizona trat im Juli 2020 ein PAC von Republikanern mit einer Wahlempfehlung für Biden an die Öffentlichkeit.
Aufgrund der Umfragewerte zählten im Laufe des Wahlkampfs auch die Staaten Georgia, Iowa und Ohio zu den battleground states. Letztlich traf dies aber nur auf Georgia zu, während Trump Iowa und Ohio erneut mit fast zehn Prozentpunkten Vorsprung gewinnen konnte. Immer häufiger wurde auch Texas genannt, das lange Zeit als Hochburg der Republikaner galt, jedoch aufgrund des steigenden Bevölkerungsanteils der Hispanics zuletzt zunehmend demokratischer gewählt hatte. Dies erwies sich jedoch als Trugschluss, da es insbesondere die Wähler mit lateinamerikanischen Wurzeln im Rio Grande Valley an der Grenze zu Mexiko waren, die im Vergleich zu 2016 stark zu Trump umschwenkten und so einen Sieg Bidens in Texas verhinderten. Ein ähnliches Phänomen gab es auch im südlichen Florida, wo sich ebenfalls deutlich mehr Latino-Wähler als 2016 für Trump entschieden und ihm somit einen erneuten – und sogar höheren – Sieg im Bundesstaat sicherten. Im Nachhinein wurden die Demokraten dafür kritisiert, im Wahlkampf die Latinos zu sehr als sichere Wählergruppe gesehen, sie dabei auch als zu homogen betrachtet und möglicherweise unterschiedliche Interessen in verschiedenen Communities zu wenig angesprochen zu haben.
In Michigan, Minnesota, Nevada, New Hampshire und Wisconsin, in denen sich die Kandidaten bei der letzten Wahl noch ein Kopf-an-Kopf-Rennen geliefert hatten, galt Biden als aussichtsreichster Kandidat. In Michigan, Nevada und Wisconsin war der Ausgang der Wahl deutlich knapper als von den Umfragen vor der Wahl prognostiziert. Während es in Michigan und Wisconsin teilweise Umfragen gab, die Biden mehr als 10 Prozent vor Trump sahen, lag Biden am Ende in Michigan nur 2,5 und in Wisconsin nur 0,5 Prozent vor Trump. Auch in Nevada lag die Abweichung zwischen Umfragen und Wahlergebnis zwischen 5 und 10 Prozentpunkten. Ebenso galt Biden in Colorado, Virginia und New Mexico als Favorit – Bundesstaaten, die 2016 oder bei früheren Wahlen noch Swing States waren. In diesen Bundesstaaten wurden die Umfragewerte großteils bestätigt. Maine und Nebraska waren die einzigen Bundesstaaten, die ihre Wahlmännerstimmen auch nach den einzelnen Kongresswahlbezirken aufgeteilt hatten.
Auch traditionell republikanische Staaten wie Alaska, Kansas, Missouri, Montana und South Carolina wurden, wenn auch selten, als toss-up (ungewisser Ausgang) bezeichnet. Obwohl es dort einzelne knappe Umfrageergebnisse gab, wurden diese Staaten aber weder von der Trump- noch von der Biden-Kampagne als swing states betrachtet.
Ähnlich wie bereits 2016 unterschätzten die Umfragen Donald Trump erneut – vor allem in stark republikanischen Bundesstaaten zeigten die Umfragen teilweise starke Abweichungen im Vergleich zum Endergebnis. So z. B. konnte Trump die Bundesstaaten Missouri und Montana deutlich mit über 15 Prozent Vorsprung gewinnen, während Umfragen nur einen durchschnittlichen Vorsprung von 5 % ausgewiesen hatten. Joe Biden dagegen konnte die Umfragewerte im Wesentlichen bestätigen, allerdings nur in wenigen Fällen auch übertreffen.
Florida ist der bekannteste swing state, in dem bereits bei der US-Präsidentschaftswahl 2000 nur knapp mit einem Gerichtsurteil des Supreme Court die Präsidentschaft entschieden wurde. Da auch 2020 ein enger Wahlausgang vorhergesagt wurde, investierten beide große Parteien deutlich mehr Geldmittel in Florida als 2016. Bei einer Niederlage in Florida wären Donald Trumps Chancen auf eine Wiederwahl sehr gering gewesen, während der Wahlkampf in Florida für die Demokraten zumindest eine Möglichkeit war, Ressourcen der Republikaner zu binden.
Als eine wichtige Gruppe potentieller Wähler wurden in Florida ehemalige Straftäter angesehen. In einer Volksabstimmung hatte 2018 die Mehrheit der dortigen Wähler dafür gestimmt, das Wahlrecht ehemaliger Straftäter wiederherzustellen, die ihre Strafe verbüßt hatten – diese Möglichkeit sollte aber nicht für Schwerverbrecher wie Mörder und Vergewaltiger gelten. Die republikanisch dominierte Legislatur in Florida hatte dieses Ergebnis nur mit Abstrichen umgesetzt, indem sie zusätzlich verlangte, dass ehemalige Straftäter zunächst die Kosten ihres Verfahrens und etwaige Geldstrafen und Schadensersätze begleichen müssten. Diese Bestimmung wurde auch als eine Maßnahme der voter suppression wahrgenommen: Statistisch gesehen sind Straftäter in den USA eher ärmer und gehören eher Minderheiten an als der Durchschnitt der Bevölkerung, so sie vermutlich eher für die Demokraten stimmen. Ehemalige Straftäter können diese Schulden häufig nicht begleichen. Oft haben die Betreffenden sogar Schwierigkeiten, Klarheit zu bekommen, wie viel sie den staatlichen Behörden überhaupt schulden. Es wurde geschätzt, dass auf diese Weise im Jahr 2020 etwa 774.000 ehemalige Straftäter vom Wahlrecht ausgeschlossen waren. Deren Stimmen hätten bei der Abstimmung durchaus den Ausschlag geben können. Am 22. September 2020 wurde bekannt, dass das Wahlkampfkomitee von Michael Bloomberg insgesamt 16 Millionen Dollar gesammelt haben soll, um damit 32.000 ehemalige Straftäter zu entschulden. Entschuldet wurden gezielt Schwarze und Latinos – zwei Wählergruppen, welche traditionell demokratisch wählen.
Letztendlich konnten die Republikaner Florida allerdings deutlich gewinnen, auch weil sie Stimmen von Latinos in der Region um Miami, die mehrheitlich der Community der Exilkubaner angehören, hinzugewinnen oder sie zumindest davon überzeugen konnten, der Wahl fernzubleiben. Dazu hatten sie beispielsweise in der Wahlwerbung Befürchtungen genährt, unter einem Präsidenten Joe Biden könnten die USA „in den Sozialismus abdriften“.

### Umfragen
Mit Stand 28. Oktober wurden Joe Biden je nach Prognosemodell etwa 232 bis 334 Wahlleute zugerechnet, Donald Trump etwa 125 bis 187 Wahlleute. Als offen galten zwischen 32 (Prognosemodell von „Inside Elections“) und 181 Wahlleute (Prognosemodell von „Real Clear Politics“). Das Wahlleutekollegium besteht aus 538 Personen, die Mehrheit liegt bei 270.
- Real Clear Politics – Electoral College Karte
- Real Clear Politics – letzte veröffentlichte Bundesstaaten-Umfragen
- Real Clear Politics – Nationale Umfragen
- FiveThirtyEight.com – Nationale Umfragen[219]
- 270toWin.com – letzte veröffentlichte nationale und Bundesstaaten-Umfragen

### Briefwahl und Frühzeitige Stimmabgabe („Early Voting“)
Laut US-Verfassung regeln die Bundesstaaten Details der Präsidentschaftswahlen selbst durch ihre Verfassungen und Gesetze. Stand Juli 2020 hielten fünf Bundesstaaten – Colorado, Hawaii, Oregon, Utah und Washington – Wahlen ausschließlich oder fast ausschließlich per Post ab. Fast alle andere Bundesstaaten boten zusätzlich zur regulären Wahl die Briefwahl (mail-in voting oder vote by mail) und frühzeitige Stimmabgabe (early voting) an.
Da die Bundesstaaten ihre Wahlen vollkommen frei organisieren, gab es große Unterschiede, ab wann frühzeitig und/oder per Briefwahl gewählt werden konnte, bzw. wie spät die abgegebene Briefwahlstimme berücksichtigt werden durfte. Auch gab es Unterschiede darin, ob man einen triftigen Grund für seine Abwesenheit am Wahltag angeben musste oder nicht. Einige Bundesstaaten wie Mississippi erlaubten registrierten Wahlberechtigten eine frühzeitige Abstimmung per Briefwahl lediglich unter Angabe eines triftigen Grundes, während die meisten Bundesstaaten mehrere Optionen zur vorzeitigen Stimmabgabe zur Verfügung stellten. Darunter waren zehn Staaten, die allen registrierten Wahlberechtigten automatisch per Post Briefwahlunterlagen zusendeten. Die meisten Bundesstaaten boten auch die frühzeitige Stimmabgabe im Wahllokal an.
Zudem galten für Soldaten und Staatsangehörige, die nicht auf dem US-amerikanischen Festland oder Hawaii wohnen, erweiterte Abgabe- und Berücksichtigungsfristen. Dies hatte zur Folge, dass das offizielle Endergebnis erst Wochen später feststand und die Daten zur frühzeitigen Stimmabgabe auch nach dem Wahltag am 3. November aktualisiert wurden.
Laut Angaben des United States Elections Projects der University of Florida hatten bis zum 27. September bereits knapp 1 Million registrierte Wahlberechtigte gewählt. zum 4. Oktober waren es rund 3,3 Millionen, zum 11. Oktober rund 9,3 Millionen, zum 18. Oktober rund 27,9 Millionen, zum 25. Oktober knapp 60 Millionen und zum 1. November über 93,3 Millionen Wähler.
Einschließlich des 2. November hatten nach Angaben des United States Elections Projects mindestens 1 101,1 Millionen Wähler – 35,9 Millionen im Wahllokal und 65,2 Millionen per Briefwahl – ihre Stimme abgegeben. Dies sind – rein zahlenmäßig – 73,4 % aller bei der US-Präsidentschaftswahl im Jahr 2016 abgegebenen Stimmen. Weitere 26,8 Millionen Personen haben Briefwahlunterlagen angefordert, welche aber bis zu diesem Zeitpunkt noch nicht zurückgesendet wurden.
Eine andere Statistik von John Couvillon von JMC Analytics and Polling wies zum 1. November 94,1 Millionen abgegebene Stimmen bzw. 69,2 % aller 2016 abgegebenen Stimmen aus.
Die frühzeitige Stimmabgabe war über die Bundesstaaten sehr unterschiedlich verteilt. Während laut United States Elections Projects in Alabama bis einschließlich 2. November nur 14,1 % der gesamten Stimmen von 2016 abgegeben wurden, waren es in Hawaii, Washington, Oregon, Colorado, Texas und Montana bereits deutlich über 100 %. In diesen Bundesstaaten war die Wahlbeteiligung also schon durch die Stimmabgaben vor dem eigentlichen Wahltermin höher als 2016.

### Roboteranrufe am Wahltag
Am Wahltag wurden in den USA mindestens zehn Millionen computergesteuerte Telefonanrufe (Robocalls) abgesetzt, die die Empfänger aufforderten, „auf sich acht zu geben und Zuhause zu bleiben“ (übersetzt). Das FBI eröffnete diesbezüglich Ermittlungen. Unabhängig von den computergenerierten Anrufen am Wahltag werden in den Vereinigten Staaten monatlich Milliarden sogenannter Robocalls verzeichnet.

## Ereignisse nach dem Wahlgang

### Desinformationskampagne über die Rechtmäßigkeit des Wahlergebnisses und den geordneten Wahlausgang
Vor der Wahl sorgten Trumps Aussagen zur Wahl (wie auch seine Aussagen zu einer möglichen eigenen Wahlniederlage) für Zweifel an einem geordneten, friedlichen Wahlausgang. Bereits einige Monate vor der Wahl hatte Trump eine Desinformationskampagne über angeblichen Wahlbetrug begonnen mit dem Ziel, die Integrität der Wahl zu untergraben. So behauptete Trump mehrfach, nur eine gefälschte Wahl könne ihm die erneute Präsidentschaft nehmen. Seine Regierungssprecherin ließ am 24. September 2020 verlauten, Trump werde das Ergebnis „einer fairen und freien Wahl“ akzeptieren. Wenige Tage später bekräftigte Trump seine Prognose, dass die Wahl von den Demokraten gefälscht werden würde. Er erwarte, dass die „gefälschte Wahl“ beim Supreme Court entschieden werde, und halte es daher für wichtig, den Supreme Court vor der Wahl mit einer neunten Person besetzt zu haben.
Wenige Tage nach der Wahl fanden manche der Stimmenauswertungen unter Polizeischutz statt, weil Trump-Anhänger, teilweise bewaffnet, in Michigan und Arizona vor und in Gebäuden, in denen Stimmen ausgezählt wurden, für einen Auszählungsstopp demonstrierten.
In diesen Tagen begann Trump damit, ihm gewogene Personen in ranghohe Positionen des Pentagons zu bringen. Zunächst entließ er Verteidigungsminister Mark Esper. Danach ernannte er Anthony Tata zum neuen Staatssekretär für politische Angelegenheiten und Ezra Cohen-Watnick als Staatssekretär für Geheimdienstarbeit. Joseph Kernan hatte davor seinen Rücktritt erklärt. Der kommissarische Verteidigungsminister Miller brachte Kash Patel als eigenen Stabschef mit, der Jen Stewart ablöste. Joe Biden stellte unterdessen einen Expertenrat zur Bekämpfung der COVID-19-Pandemie in den USA vor.
Trumps eigener Direktor der Wahlsicherheitsbehörde (CISA), Chris Krebs, widersprach Trumps Vorwürfen und betonte – ebenso wie die Wahlbehörden in den Bundesstaaten (darunter auch republikanisch geführte) –, dass es keine Hinweise auf systematische Wahlmanipulation gebe. Trump entließ ihn daraufhin. Am 1. Dezember 2020 widersprach auch Justizminister William Barr Trumps Behauptungen über massive Wahlmanipulationen: „Bislang haben wir keinen Betrug von einem Ausmaß gesehen, das den Ausgang der Wahl hätte beeinflussen können.“ Zwei Wochen später erklärte Barr seinen Rücktritt zum 23. Dezember 2020.

### Klagen zur Stimmauszählung und Neuauszählung
In der ersten Wahlnacht reklamierte Trump den Wahlsieg noch während der Auszählung für sich. Als am folgenden Tag noch keine richtungsweisende Entscheidung gefallen war und unter anderem noch Stimmen in den Bundesstaaten Georgia, Michigan und Pennsylvania ausgezählt wurden, klagte Trumps Team gegen die Auswertung mit der Begründung, dass sie die bisherigen Auszählungen dort nicht angemessen beobachten konnten. Sie forderten einen Auszählungsstopp, bis es „angemessenen Zugang“ zu den Zählungen gebe. Diese Republikaner forderten mit der Klage gleichzeitig auch die Neuauszählung der schon gezählten Stimmen in diesen drei Bundesstaaten. Die Klagen wurden von den zuständigen Richtern in Michigan, Georgia, Nevada und Pennsylvania abgelehnt; die Auszählung der Stimmen ging weiter.
Bei den Anfechtungen der Wahlergebnisse wurden vor allem Städte mit einem hohen afroamerikanischen Bevölkerungsanteil ins Visier genommen, z. B. Philadelphia, Atlanta und Detroit. Trump und sein Team stellten diese Orte als von politischer Korruption gezeichnet dar. Der Präsident bezeichnete entgegen der Faktenlage das Wahlsystem von Detroit als so fehlerhaft, dass die Wahlergebnisse von dort komplett annulliert werden sollten. Obwohl Trump in den städtischen Vororten, wo die weiße Bevölkerung zumeist die Mehrheit stellt, im Vergleich zu 2016 stark verloren hatte, zog er die Ergebnisse hier kaum in Zweifel. Laut einem Bericht der New York Times ist dieses Vorgehen in einen größeren historischen Kontext einzuordnen, in dem die Republikaner seit Jahrzehnten Afroamerikaner und Latinos, die überwiegend demokratisch wählen, mit restriktiven Bestimmungen bei der Ausübung ihres Wahlrechts behindern. Der Präsident der Leadership Conference on Civil and Human Rights sah im Verhalten Trumps eine Rückkehr zu politischen Taktiken aus der Zeit der Jim-Crow-Gesetzgebung während der Rassentrennung. Der NAACP Legal Defense and Educational Fund, die älteste, auf Bürgerrechte spezialisierte Anwaltskanzlei in den Vereinigten Staaten, strengte eine Klage gegen Trump und sein Team an, weil sie den Afroamerikanern in Detroit das Wahlrecht aberkennen wollten, was gegen den Voting Rights Act von 1965 verstoße.
Die Organisation für Sicherheit und Zusammenarbeit in Europa, die Wahlbeobachtungen durchführt, schickte zu den US-Wahlen wegen der COVID-Pandemie statt 500 lediglich 30 Beobachter (unter Leitung des FDP-Bundestagsabgeordneten Michael Georg Link), untersuchte die Vorwürfe der Republikaner und fand
keine Irregularitäten. Sie kritisierte die unbelegten Vorwürfe des US-Präsidenten als undemokratisch. Auch US-amerikanische Wahlbeobachter fanden keine Unrechtmäßigkeiten.
Am 10. November (europäischer Zeit) erlaubte US-Justizminister William Barr den bundesstaatlichen Staatsanwaltschaften, „substanziellen Anschuldigungen wegen Unregelmäßigkeiten“ noch vor Auszählungsende nachzugehen. Nach der Erlaubnisvergabe beklagte der Direktor der Abteilung für Wahlvergehen, Richard Pilger, dies verstoße gegen Jahrzehnte alte Normen, und trat mit sofortiger Wirkung zurück.
In Wisconsin reichte Trumps Team am 18. November einen Antrag auf Nachzählung in den Countys Milwaukee und Dane ein; dort habe es „die schlimmsten Unregelmäßigkeiten“ gegeben. Das am 27. November veröffentlichte Ergebnis der Nachzählung bestätigte Biden als Sieger.
Eine am 19. November abgeschlossene Neuauszählung im Bundesstaat Georgia ergab eine Abweichung von 5.262 Stimmen im Vergleich zum vorläufigen Endergebnis. Durch die Verteilung der zusätzlichen Stimmen schrumpfte Bidens Vorsprung gegenüber Trump zwar um 496 auf 12.284 Stimmen. Der Bundesstaat zertifizierte am 20. November jedoch nicht das Ergebnis der Neuauszählung als amtliches Endergebnis, sondern eine Mischung aus ursprünglichem Ergebnis, bereinigt um zusätzliche Stimmen, die bei der Neuauszählung in zwei Bezirken nachträglich aufgetaucht und die aufgrund eines menschlichen Fehlers ursprünglich nicht mitgezählt worden waren: Biden gewann demnach den Bundesstaat Georgia mit 12.670 Stimmen Vorsprung. Nach der Verkündung durch den republikanischen Innenminister Brad Raffensperger beglaubigte auch der republikanische Gouverneur Brian Kemp mit seiner Unterschrift das amtliche Endergebnis und die 16 Wahlmännerstimmen für Biden.
Am 21. November wies ein Gericht im Bundesstaat Pennsylvania eine Klage von Trumps Team, die darauf abzielte, Millionen von Briefwahlstimmen für ungültig zu erklären, wegen „spekulativer Behauptungen“ ab. Sie scheiterten damit auch vor dem Obersten Gericht des Bundesstaates – ebenso mit dem „Vorschlag, alle […] Wähler aus Pennsylvania zu entrechten“ beziehungsweise das komplette Wahlergebnis zu annullieren. Biden wurde am 24. November als Sieger zertifiziert. Am 8. Dezember lehnte der Oberste Gerichtshof der Vereinigten Staaten eine einstweilige Verfügung hiergegen ab.
Am 24. November bestätigte das Wahlgremium von Michigan, dass gemäß dem vorliegenden Ergebnis die Wahlleute des US-Bundesstaats dem dortigen Sieger Biden zugesprochen würden. Zuvor hatte Trump, neben der Einreichung einer Klage gegen die Auswertung, die republikanischen Mehrheitsführer aus Michigan ins Weiße Haus eingeladen, um sich genauer über etwaige Handlungsoptionen zu informieren.
Anfang Dezember wandte sich der texanische Attorney General, Ken Paxton, an den obersten US-Gerichtshof, um die Wahlergebnisse in den Bundesstaaten Michigan, Georgia, Pennsylvania und Wisconsin für ungültig zu erklären. Er behauptete, in diesen Staaten wäre das Wahlrecht kurz vor der Wahl „verfassungswidrig“ geändert und in großem Umfang wären „betrugsanfällige“ Briefwahlstimmen gezählt worden. 17 andere republikanische Amtskollegen unterstützen die Klage, während – neben den vier betroffenen – 23 zumeist demokratische Staaten diese ablehnen. Das Gericht wies die Klage am 11. Dezember zurück; Texas habe „keine rechtliche Begründung dafür vorweisen können, in die Wahlen eines anderen Bundesstaates einzugreifen“. Die Richter Samuel Alito und Clarence Thomas gaben eine kurze gemeinsame Erklärung ab, in der sie schrieben, dass sie die Klage zwar aus verfassungsrechtlichen Gründen angenommen hätten, jedoch kein „rechtsschutzwürdiges Interesse“ der Kläger in ihr sehen könnten. Trump twitterte, das Urteil sei „ein großer und skandalöser Justizirrtum“. Das Trump-Lager hat im Verlauf der Wahl über 50 Prozesse angestrengt und sie allesamt verloren.

### Verzögerter Präsidentschaftsübergang
Gemäß dem Presidential Transition Act von 1963 erhält der gewählte Präsident frühzeitig Zugang zu Regierungsunterlagen, notwendigen Büroräumen und den erforderlichen finanziellen Mitteln. Der voraussichtliche Wahlsieger wird dafür von der General Services Administration (GSA), die dem amtierenden Präsidenten untersteht, nach der Hauptwahl festgestellt. Trump wies die GSA erst am 23. November an, dem Protokoll nach zu handeln, sodass der Präsidentschaftsübergang erst dann beginnen konnte, anstatt wie üblich bereits in den Tagen nach der Wahl. Die Feststellung erfolgte kurz nach der Bekanntgabe des US-Bundesstaats Michigan, dass die Electoral Votes (die Stimmen der Wahlleute) dem Ergebnis entsprechend an Biden gehen. Gleichzeitig mit seiner Weisung kündigte Trump an, seinen Kampf um das Amt fortzusetzen.
Am 23. und 24. November appellierten 164 US-amerikanische Konzernchefs und mehr als 100 republikanische Sicherheitsexperten in offenen Briefen an Trump, seine Wahlniederlage einzugestehen und einen reibungslosen Präsidentschaftsübergang für das Kabinett Biden zu gewährleisten.

### Weitere Entwicklung im Zuge Trumps Nichtanerkennung der Wahlergebnisse
In einem am 2. Dezember 2020 veröffentlichten Video wiederholte Trump unbelegte Behauptungen.
In den Wochen nach der Wahl beschuldigte die ehemalige Trump-Anwältin Sidney Powell die Wahlmaschinenfirma Dominion, eigentliche Trump-Stimmen zugunsten des gewählten Präsidenten Joe Biden gezählt zu haben. Daraufhin wurde sie von der Firma wegen Verleumdung auf 1,3 Milliarden US-Dollar Schadenersatz verklagt. Gemeinsam mit Trumps Privatanwalt Rudy Giuliani hatte sie zudem die Verschwörungstheorie verbreitet, ein „massiver Einfluss kommunistischen Geldes über Venezuela, Kuba und vermutlich China“ habe über Bidens Wahlsieg entschieden. Für diese Behauptungen legte sie jedoch keinerlei Belege vor. Trumps Anwaltsteam trennte sich daraufhin von Powell, die, wie Giuliani verlautbaren ließ, „kein Mitglied des Trump-Anwaltsteams […] [und] auch keine private Anwältin des Präsidenten“ sei. Bei ihrem Auftritt mit Giuliani wurde sie jedoch als Mitglied der „Elite Strike Force“ des Anwaltsteams vorgestellt. Nach Medienberichten war Powell auch danach noch mehrmals Gast im Oval Office, dem Amtszimmer des Präsidenten.
Trump rief am 3. Januar 2021 den Wahlleiter von Georgia, Brad Raffensperger, an (dieser ist auch Secretary of State von Georgia) und drängte ihn, 11.780 Wählerstimmen „zu finden“. Die Washington Post machte eine Audioaufnahme des Telefonates publik. An dem Gespräch nahmen auch Stabschef Mark Meadows und Rechtsberater des Präsidenten teil.
In einem am 4. Januar 2021 veröffentlichten Meinungsartikel forderten alle zehn noch lebenden ehemaligen US-Verteidigungsminister den amtierenden Präsidenten und die Republikaner auf, das Wahlergebnis zu respektieren. Sie betonten, die US Army dürfe keine Rolle beim Ausgang der Wahl spielen.

### Unterbrechungen der formellen Anerkennung des Wahlsiegs Biden

#### Erstürmung des Kapitols durch Anhänger Trumps
Am 6. Januar 2021 erkannten beide Kammern des US-Kongresses (das Repräsentantenhaus und der Senat) formell das Wahlergebnis an; US-Vizepräsident Mike Pence leitete die gemeinsame Sitzung beider Kammern. Trump forderte Pence vor der Sitzung auf, einzelne Stimmen der Wahlleute bzw. das Ergebnis der Wahl nicht zu zertifizieren. Pence lehnte Trumps Aufforderung ab und verwies auf seinen Eid zum Schutz der Verfassung der Vereinigten Staaten. Am 6. Januar hielt Trump bei einer Kundgebung vor dem Weißen Haus vor tausenden Anhängern eine Rede, in der er seine Behauptung, der „Wahlsieg werde von den radikalen linken Demokraten gestohlen“, wiederholte und die Anwesenden aufforderte, „wie die Hölle“ zu kämpfen.
Die offizielle Anerkennung des Wahlergebnisses durch den Kongress am 6. und 7. Januar 2021 wurde durch Einsprüche von Politikern der Republikanischen Partei verzögert und durch einen Sturm auf das Kapitol in Washington einige Stunden lang unterbrochen. Trump weigerte sich mehrere Stunden, seine Anhänger zur Räson zu rufen, und stachelte sie per Twitter noch weiter gegen Vizepräsident Pence auf. Die Sitzung des Kongresses wurde anschließend fortgesetzt und der Wahlausgang wurde vom US-Kongress bestätigt.
Im Zusammenhang mit den Protesten und Ausschreitungen starben vier Trump-Anhänger und ein Polizist.

#### Weitere Entwicklungen nach der Erstürmung
Zahlreiche Politiker machen den Präsidenten für das Geschehene verantwortlich. Einige fordern ein zweites Amtsenthebungsverfahren, andere Mike Pence dazu auf, Trump auf Basis des 4. Artikels des 25. Zusatzartikels der Verfassung für amtsunfähig zu erklären, was dieser jedoch ablehnte.
Generalstabschef Mark Milley traf nach der Erstürmung geheime Vorkehrungen, um sicherzustellen, dass ein möglicher Befehl Trumps zum Einsatz von Atomwaffen strikt den militärischen Befehlsprozessen und -verfahren folgte. In einem Telefonat mit Nancy Pelosi am 8. Januar 2021 stimmte er der Aussage von ebendieser zu, dass Trump verrückt sei. Nach dem Telefonat veröffentlichte Pelosi eine Pressemitteilung, in der sie das Telefonat mit Milley damit begründete, einen „instabilen Präsidenten“ daran zu hindern, „Militärschläge zu beginnen“ oder einen „atomaren Angriff“ zu befehlen.
Am Tag nach dem Sturm auf das Kapitol deaktivierte Facebook Inc. (Heute: Meta Platforms) Trumps Zugriff auf seine Benutzerkonten bei Facebook und Instagram. Ursprünglich für 24 Stunden angedacht, verlängerte Facebook Inc. die Kontensperre, mit der Ankündigung, diese bis zur Amtseinführung von Joe Biden beizubehalten.
Auf seinem Twitter-Benutzerkonto kündigte Trump an, dass er an der Amtseinführung seines Nachfolgers Joe Biden nicht teilnehmen werde. Am 8. Januar 2021 gab Twitter bekannt, Trump wegen „Verstoßes gegen die Regel zur Verherrlichung von Gewalt“ und des Risikos „weiterer Anstiftung zur Gewalt“ dauerhaft gesperrt zu haben.
Das Repräsentantenhaus leitete am 13. Januar 2021 ein Zweites Amtsenthebungsverfahren gegen Donald Trump ein, das am 13. Februar im Senat mit 57 zu 43 Stimmen für eine Verurteilung die nötige Zweidrittelmehrheit verfehlte.
Am 28. Februar 2021 sprach Trump zum ersten Mal seit seinem Ausscheiden aus dem Amt wieder öffentlich. Er sprach vor der Konservativen-Konferenz CPAC in Orlando, unterstrich seinen Führungsanspruch bei den Republikanern und behauptete, die Demokraten hätten bei der Wahl am 3. November in Wirklichkeit „das Weiße Haus verloren“. Er äußerte vor jubelnden Anhängern: „Wer weiß, vielleicht werde ich mich entscheiden, sie ein drittes Mal zu schlagen.“
Am 8. März 2021 wies der Supreme Court die letzte Trump-Klage zum Wahlausgang ab. Trump setzte seine Theorie der Wahlfälschung auch nach den Entscheidungen fort und prägte mit Big Lie einen Kampfbegriff dafür. Nach der Wahl erhielten Politiker und Verwaltungsangestellte, die an der Organisation der Wahl beteiligt waren, Gewaltan- und Todesdrohungen von Wählern, die glaubten, die Wahl sei ihnen, wie Donald Trump behauptete, gestohlen worden. Im September 2021 wurden vor einem Gericht Dokumente vorgelegt, die belegen, dass Trumps Wahlkampfteam schon kurz nach der Wahl wusste, dass diese Anschuldigungen substanzlos sind.

## Wahlausgang

### Amtliches landesweites Wahlergebnis
Erst nach der Zusammenkunft und Abstimmung des Wahlkollegiums (Electoral College) am 14. Dezember – sowie der Auszählung und Zertifizierung durch den US-Kongress am 6. und 7. Januar 2021 – wurden auch die Stimmen des Wahlkollegiums amtlich.
Am 14. Dezember stimmten – wie auf Basis der Wahlergebnisse erwartet – 306 Wahlleute für Biden/Harris als neuen Präsidenten und als neue Vizepräsidentin. Auf Trump/Pence entfielen wie erwartet 232 Stimmen der Wahlleute. Es gab – im Gegensatz zu 2016 – keine „Abtrünnigen“ (faithless electors) unter den Wahlleuten.
Ein landesweites offizielles Endergebnis wurde von der Bundeswahlbehörde FEC am 28. Januar 2021 bekanntgegeben:
| Kandidat Vize                 | Partei                        | Partei                        | Heimatstaat                   | Wählerstimmen („Popular Vote“) | Wählerstimmen („Popular Vote“) | Wahlmännerstimmen („Electoral Vote“) | Wahlmännerstimmen („Electoral Vote“) |
| Kandidat Vize                 | Partei                        | Partei                        | Heimatstaat                   | Absolut                        | %                              | Absolut                              | %                                    |
| ----------------------------- | ----------------------------- | ----------------------------- | ----------------------------- | ------------------------------ | ------------------------------ | ------------------------------------ | ------------------------------------ |
| Joe Biden Kamala Harris       |                               | Demokraten                    | Delaware Kalifornien          | 81.268.924                     | 51,31 %                        | 306                                  | 56,88%                               |
| Donald Trump Mike Pence       |                               | Republikaner                  | New York Indiana              | 74.216.154                     | 46,86 %                        | 232                                  | 43,12%                               |
| Jo Jorgensen Spike Cohen      |                               | Libertarian Party             | South Carolina                | 1.865.724                      | 1,18 %                         | —                                    | —                                    |
| Howie Hawkins Angela Walker   |                               | Green Party                   | New York Wisconsin            | 405.035                        | 0,26 %                         | —                                    | —                                    |
| Andere                        | Andere                        | Andere                        | Andere                        | 627.566                        | 0,39 %                         | —                                    | —                                    |
| Gesamt                        | Gesamt                        | Gesamt                        | Gesamt                        | 158.383.403                    | 100%                           | 538                                  | 100%                                 |
| Nötige Wahlleute zum Wahlsieg | Nötige Wahlleute zum Wahlsieg | Nötige Wahlleute zum Wahlsieg | Nötige Wahlleute zum Wahlsieg | Nötige Wahlleute zum Wahlsieg  | Nötige Wahlleute zum Wahlsieg  | 270                                  | 50,1%                                |

Die Wahlbeteiligung lag bei 66,6 % und damit 6,5 Prozentpunkte höher als bei der vorherigen US-Präsidentschaftswahl.

### Wahlergebnisse nach Bundesstaat
Seit dem 11. Dezember liegen nach Angaben von Cook Political Report amtliche Endergebnisse in allen 50 Bundesstaaten und DC vor:
| Bundesstaat | Bundesstaat             | Joe Biden Demokraten | Joe Biden Demokraten | Joe Biden Demokraten | Donald Trump Republikaner | Donald Trump Republikaner | Donald Trump Republikaner | Andere Kandidaten | Andere Kandidaten | Stimmen gesamt | Vorsprung | Vorsprung | Q.                       |
| Bundesstaat | Bundesstaat             | Stimmen              | %                    | Wahlleute            | Stimmen                   | %                         | Wahlleute                 | Stimmen           | %                 | Stimmen gesamt | Stimmen   | %         | Q.                       |
| ----------- | ----------------------- | -------------------- | -------------------- | -------------------- | ------------------------- | ------------------------- | ------------------------- | ----------------- | ----------------- | -------------- | --------- | --------- | ------------------------ |
|             | Alabama                 | 849.624              | 36,6                 | –                    | 1.441.170                 | 62,0                      | 9                         | 32.488            | 1,4               | 2.323.282      | 591.546   | 25,5      | Bundesstaat / Zertifikat |
|             | Alaska                  | 153.778              | 42,8                 | –                    | 189.951                   | 52,8                      | 3                         | 15.801            | 4,4               | 359.530        | 36.173    | 10,1      | Bundesstaat / Zertifikat |
|             | Arizona                 | 1.672.143            | 49,4                 | 11                   | 1.661.686                 | 49,1                      | –                         | 53.497            | 1,6               | 3.387.326      | 10.457    | 0,3       | Bundesstaat / Zertifikat |
|             | Arkansas                | 423.932              | 34,8                 | –                    | 760.647                   | 62,4                      | 6                         | 34.490            | 2,8               | 1.219.069      | 336.715   | 27,6      | Bundesstaat / Zertifikat |
|             | Colorado                | 1.804.352            | 55,4                 | 9                    | 1.364.607                 | 41,9                      | –                         | 87.993            | 2,7               | 3.256.952      | 439.745   | 13,5      | Bundesstaat / Zertifikat |
|             | Connecticut             | 1.080.680            | 59,2                 | 7                    | 715.291                   | 39,2                      | –                         | 28.302            | 1,6               | 1.824.273      | 365.389   | 20,0      | Bundesstaat / Zertifikat |
|             | Delaware                | 296.268              | 58,7                 | 3                    | 200.603                   | 39,8                      | –                         | 7.475             | 1,5               | 504.346        | 95.665    | 19,0      | Bundesstaat / Zertifikat |
|             | District of Columbia    | 317.323              | 92,1                 | 3                    | 18.586                    | 5,4                       | –                         | 8.447             | 2,5               | 344.356        | 298.737   | 86,8      | Bundesstaat / Zertifikat |
|             | Florida                 | 5.297.045            | 47,9                 | –                    | 5.668.731                 | 51,2                      | 29                        | 101.680           | 0,9               | 11.067.456     | 371.686   | 3,4       | Bundesstaat / Zertifikat |
|             | Georgia                 | 2.474.507            | 49,5                 | 16                   | 2.461.837                 | 49,3                      | –                         | 62.138            | 1,2               | 4.998.482      | 12.670    | 0,3       | Bundesstaat / Zertifikat |
|             | Hawaii                  | 366.130              | 63,7                 | 4                    | 196.864                   | 34,3                      | –                         | 11.475            | 2,0               | 574.469        | 169.266   | 29,5      | Bundesstaat / Zertifikat |
|             | Idaho                   | 287.021              | 33,1                 | –                    | 554.119                   | 63,9                      | 4                         | 26.091            | 3,0               | 867.231        | 267.098   | 30,8      | Bundesstaat / Zertifikat |
|             | Illinois                | 3.471.915            | 57,5                 | 20                   | 2.446.891                 | 40,6                      | –                         | 114.938           | 1,9               | 6.033.744      | 1.025.024 | 17,0      | Bundesstaat / Zertifikat |
|             | Indiana                 | 1.242.413            | 41,0                 | –                    | 1.729.516                 | 57,0                      | 11                        | 61.183            | 2,0               | 3.033.112      | 487.103   | 16,1      | Bundesstaat / Zertifikat |
|             | Iowa                    | 759.061              | 44,9                 | –                    | 897.672                   | 53,1                      | 6                         | 34.138            | 2,0               | 1.690.871      | 138.611   | 8,2       | Bundesstaat / Zertifikat |
|             | Kalifornien             | 11.110.250           | 63,5                 | 55                   | 6.006.429                 | 34,3                      | –                         | 384.192           | 2,2               | 17.500.871     | 5.103.821 | 29,2      | Bundesstaat / Zertifikat |
|             | Kansas                  | 570.323              | 41,6                 | –                    | 771.406                   | 56,2                      | 6                         | 30.574            | 2,2               | 1.372.303      | 201.083   | 14,7      | Bundesstaat / Zertifikat |
|             | Kentucky                | 772.474              | 36,2                 | –                    | 1.326.646                 | 62,1                      | 8                         | 37.648            | 1,8               | 2.136.768      | 554.172   | 25,9      | Bundesstaat / Zertifikat |
|             | Louisiana               | 856.034              | 39,9                 | –                    | 1.255.776                 | 58,5                      | 8                         | 36.252            | 1,7               | 2.148.062      | 399.742   | 18,6      | Bundesstaat / Zertifikat |
|             | Maine                   | 435.072              | 53,1                 | 2                    | 360.737                   | 44,0                      | –                         | 23.652            | 2,9               | 819.461        | 74.335    | 9,1       | Bundesstaat / Zertifikat |
|             | Maine (1st District)    | 266.376              | 60,1                 | 1                    | 164.045                   | 37,0                      | –                         | 12.691            | 2,9               | 443.112        | 102.331   | 23,1      | Bundesstaat / Zertifikat |
|             | Maine (2nd District)    | 168.696              | 44,8                 | –                    | 196.692                   | 52,3                      | 1                         | 10.961            | 2,9               | 376.349        | 27.996    | 7,4       | Bundesstaat / Zertifikat |
|             | Maryland                | 1.985.023            | 65,4                 | 10                   | 976.414                   | 32,2                      | –                         | 75.593            | 2,5               | 3.037.030      | 1.008.609 | 33,2      | Bundesstaat / Zertifikat |
|             | Massachusetts           | 2.382.202            | 65,6                 | 11                   | 1.167.202                 | 32,1                      | –                         | 81.998            | 2,3               | 3.631.402      | 1.215.000 | 33,5      | Bundesstaat / Zertifikat |
|             | Michigan                | 2.804.040            | 50,6                 | 16                   | 2.649.852                 | 47,8                      | –                         | 85.410            | 1,5               | 5.539.302      | 154.188   | 2,8       | Bundesstaat / Zertifikat |
|             | Minnesota               | 1.717.049            | 52,4                 | 10                   | 1.484.048                 | 45,3                      | –                         | 76.023            | 2,3               | 3.277.120      | 233.001   | 7,1       | Bundesstaat / Zertifikat |
|             | Mississippi             | 539.508              | 41,1                 | –                    | 756.789                   | 57,6                      | 6                         | 17.597            | 1,3               | 1.313.894      | 217.281   | 16,5      | Bundesstaat / Zertifikat |
|             | Missouri                | 1.253.014            | 41,4                 | –                    | 1.718.736                 | 56,8                      | 10                        | 54.212            | 1,8               | 3.025.962      | 465.722   | 15,4      | Bundesstaat / Zertifikat |
|             | Montana                 | 244.786              | 40,5                 | –                    | 343.602                   | 56,9                      | 3                         | 15.286            | 2,5               | 603.674        | 98.816    | 16,4      | Bundesstaat / Zertifikat |
|             | Nebraska                | 374.583              | 39,4                 | –                    | 556.846                   | 58,5                      | 2                         | 20.283            | 2,1               | 951.712        | 182.263   | 19,2      | Bundesstaat / Zertifikat |
|             | Nebraska (1st District) | 132.261              | 41,3                 | –                    | 180.290                   | 56,3                      | 1                         | 7.495             | 2,3               | 320.046        | 48.029    | 15,0      | Bundesstaat / Zertifikat |
|             | Nebraska (2nd District) | 176.468              | 52,2                 | 1                    | 154.377                   | 45,7                      | –                         | 6.909             | 2,0               | 337.754        | 22.091    | 6,5       | Bundesstaat / Zertifikat |
|             | Nebraska (3rd District) | 65.854               | 22,4                 | –                    | 222.179                   | 75,6                      | 1                         | 5.879             | 2,0               | 293.912        | 156.325   | 53,2      | Bundesstaat / Zertifikat |
|             | Nevada                  | 703.486              | 50,1                 | 6                    | 669.890                   | 47,7                      | –                         | 32.000            | 2,3               | 1.405.376      | 33.596    | 2,4       | Bundesstaat / Zertifikat |
|             | New Hampshire           | 424.921              | 52,7                 | 4                    | 365.654                   | 45,4                      | –                         | 15.607            | 1,9               | 806.182        | 59.267    | 7,4       | Bundesstaat / Zertifikat |
|             | New Jersey              | 2.608.335            | 57,3                 | 14                   | 1.883.274                 | 41,4                      | –                         | 57.744            | 1,3               | 4.549.353      | 725.061   | 15,9      | Bundesstaat / Zertifikat |
|             | New Mexico              | 501.614              | 54,3                 | 5                    | 401.894                   | 43,5                      | –                         | 20.457            | 2,2               | 923.965        | 99.720    | 10,8      | Bundesstaat / Zertifikat |
|             | New York                | 5.241.957            | 60,9                 | 29                   | 3.250.075                 | 37,7                      | –                         | 119.043           | 1,4               | 8.611.075      | 1.991.882 | 23,1      | Bundesstaat / Zertifikat |
|             | North Carolina          | 2.684.292            | 48,6                 | –                    | 2.758.775                 | 49,9                      | 15                        | 81.737            | 1,5               | 5.524.804      | 74.483    | 1,3       | Bundesstaat / Zertifikat |
|             | North Dakota            | 114.902              | 31,8                 | –                    | 235.595                   | 65,1                      | 3                         | 11.322            | 3,1               | 361.819        | 120.693   | 33,4      | Bundesstaat / Zertifikat |
|             | Ohio                    | 2.679.165            | 45,2                 | –                    | 3.154.834                 | 53,3                      | 18                        | 88.203            | 1,5               | 5.922.202      | 475.669   | 8,0       | Bundesstaat / Zertifikat |
|             | Oklahoma                | 503.890              | 32,3                 | –                    | 1.020.280                 | 65,4                      | 7                         | 36.529            | 2,3               | 1.560.699      | 516.390   | 33,1      | Bundesstaat / Zertifikat |
|             | Oregon                  | 1.340.383            | 56,5                 | 7                    | 958.448                   | 40,4                      | –                         | 75.490            | 3,2               | 2.374.321      | 381.935   | 16,1      | Bundesstaat / Zertifikat |
|             | Pennsylvania            | 3.459.923            | 50,0                 | 20                   | 3.378.263                 | 48,8                      | –                         | 79.397            | 1,1               | 6.917.583      | 81.660    | 1,2       | Bundesstaat / Zertifikat |
|             | Rhode Island            | 307.486              | 59,4                 | 4                    | 199.922                   | 38,6                      | –                         | 10.349            | 2,0               | 517.757        | 107.564   | 20,8      | Bundesstaat / Zertifikat |
|             | South Carolina          | 1.091.541            | 43,4                 | –                    | 1.385.103                 | 55,1                      | 9                         | 36.685            | 1,5               | 2.513.329      | 293.562   | 11,7      | Bundesstaat / Zertifikat |
|             | South Dakota            | 150.471              | 35,6                 | –                    | 261.043                   | 61,8                      | 3                         | 11.095            | 2,6               | 422.609        | 110.572   | 26,2      | Bundesstaat / Zertifikat |
|             | Tennessee               | 1.143.711            | 37,5                 | –                    | 1.852.475                 | 60,7                      | 11                        | 57.665            | 1,9               | 3.053.851      | 708.764   | 23,2      | Bundesstaat / Zertifikat |
|             | Texas                   | 5.259.126            | 46,5                 | –                    | 5.890.347                 | 52,1                      | 38                        | 165.583           | 1,5               | 11.315.056     | 631.221   | 5,6       | Bundesstaat / Zertifikat |
|             | Utah                    | 560.282              | 37,6                 | –                    | 865.140                   | 58,1                      | 6                         | 62.867            | 4,2               | 1.488.289      | 304.858   | 20,5      | Bundesstaat / Zertifikat |
|             | Vermont                 | 242.820              | 66,1                 | 3                    | 112.704                   | 30,7                      | –                         | 11.904            | 3,2               | 367.428        | 130.116   | 35,4      | Bundesstaat / Zertifikat |
|             | Virginia                | 2.413.568            | 54,1                 | 13                   | 1.962.430                 | 44,0                      | –                         | 84.526            | 1,9               | 4.460.524      | 451.138   | 10,1      | Bundesstaat / Zertifikat |
|             | Washington              | 2.369.612            | 58,0                 | 12                   | 1.584.651                 | 38,8                      | –                         | 133.368           | 3,3               | 4.087.631      | 784.961   | 19,2      | Bundesstaat / Zertifikat |
|             | West Virginia           | 235.984              | 29,7                 | –                    | 545.382                   | 68,6                      | 5                         | 13.286            | 1,7               | 794.652        | 309.398   | 38,9      | Bundesstaat / Zertifikat |
|             | Wisconsin               | 1.630.866            | 49,4                 | 10                   | 1.610.184                 | 48,8                      | –                         | 56.991            | 1,7               | 3.298.041      | 20.682    | 0,6       | Bundesstaat / Zertifikat |
|             | Wyoming                 | 73.491               | 26,6                 | –                    | 193.559                   | 69,9                      | 3                         | 9.715             | 3,5               | 276.765        | 120.068   | 43,4      | Bundesstaat / Zertifikat |

### Wahlergebnisse in Countys und städtischen Bezirken

Wahlergebnisse in den Countys (rot: meiste Stimmen gingen an Republikaner) (blau: meiste Stimmen gingen an Demokraten).

Die Wahl von 2020 war eine von bislang nur drei Präsidentschaftswahlen (neben 1848 und 1880), bei denen die Kandidaten einen Gleichstand bei der Zahl der gewonnenen Bundesstaaten erzielten (abgesehen vom District of Columbia). Biden gewann fünf Bundesstaaten, die bei der Wahl 2016 mehrheitlich für Trump gestimmt hatten (Arizona, Georgia, Michigan, Pennsylvania und Wisconsin), sowie den 2. Kongresswahlbezirk von Nebraska. Das ging allerdings kaum auf Wechselwähler zurück, sondern eher auf eine gestiegene Wahlbeteiligung in urbanen Demokraten-Hochburgen sowie in suburbanen Bezirken, die traditionell als umkämpft galten, aber in den Jahren zuvor aufgrund des höheren Bildungsstatus der Bevölkerung dort zunehmend demokratischer wählten. Von den 3141 Countys nahm Biden Trump nur circa 60 ab. Biden gewann in etwa 550 meist dicht besiedelten urbanen und suburbanen Countys (oft mit großem Vorsprung) und Trump in etwa 2600 meist ländlichen Bezirken (ebenfalls oft mit großem Vorsprung).

## Varia

### Anstieg des Schusswaffenhandels gegenüber Vorjahr
In den USA stieg der Handel von Schusswaffen im September 2020 gegenüber dem gleichen Monat des Vorjahres um 67 Prozent an. Im September 2020 wurden in den USA 1,923 Millionen Schusswaffen verkauft.
Im Oktober 2020 wurden in den USA schätzungsweise 1,916 Millionen Waffen gekauft. Gemessen an der Anzahl der Waffenverkäufe pro Monat war dies der achthöchste Wert seit Dokumentationsbeginn durch das FBI im Januar 2000. Die Anzahl der gehandelten Waffen für Oktober 2020 umfasste etwa 1,21 Millionen Kurzwaffen und 710.000 Langwaffen. Im Oktober 2020 wurden gegenüber dem gleichen Monat im Jahr 2019 ebenfalls 67 % mehr Schusswaffen verkauft, wie dies bei dem Vergleich der Septembermonate zutraf.

### Wahlempfehlungen aus der Wissenschaft
Im September 2020 gab Scientific American erstmals in seiner Geschichte eine Wahlempfehlung ab und begründete dies mit Donald Trumps „Ablehnung gegenüber Evidenz und Wissenschaft“.
Im Oktober 2020 veröffentlichte The New England Journal of Medicine ein gesundheitspolitisches Editorial, in dem es erstmals explizit einer Regierung (Donald Trump) das Vertrauen absprach. Dabei verwies die Fachzeitschrift auf Fehler der Regierung im Umgang mit der COVID-19-Pandemie.
Im gleichen Monat sprach auch Nature in einem Editorial eine Wahlempfehlung für Biden aus und begründete dies u. a. damit, dass „kein US-Präsident in der jüngeren Geschichte […] so unerbittlich so viele wertvolle Institutionen angegriffen und untergraben“ habe wie Trump, „von wissenschaftlichen Einrichtungen bis hin zu den Medien, den Gerichten, dem Justizministerium – und sogar das Wahlsystem“. Für jeden sichtbar sei die „Missachtung von Regularien, der Regierung, der Wissenschaft, der demokratischen Institutionen und letztlich der Fakten und der Wahrheit durch die Trump-Regierung […] bei ihrer katastrophalen Reaktion auf die COVID-19-Pandemie“ geworden, was mit mehr als 215.000 Corona-Toten bei Publikation des Artikels „verheerende Folgen“ gehabt habe.
Die Medizinzeitschrift The Lancet publizierte Ende Oktober ein Editorial zur Wahl. In diesem hoben die Autoren neben verschiedenen schweren gesellschaftlichen Problemen in den USA nicht zuletzt die „katastrophale“ Reaktion der Trump-Regierung auf die COVID-19-Pandemie sowie die dennoch aus „Ideologie und Gegnerschaft“ vorangetriebene Abschaffung des Patient Protection and Affordable Care Act hervor. Sie konstatierten, die Trump-Regierung habe „eine rückschrittliche nationalistische Politik verfolgt, den Schutz für Individuen, Arbeit und Umwelt rückgängig gemacht und sich aus internationalen Abkommen und multilateralen Organisationen wie der WHO zurückgezogen“. Da so viel auf dem Spiel stehe, sei es nun ein guter Zeitpunkt für die Wähler, sich für einen Wandel hin zum Besseren einzusetzen.